# Веспасиан
Тит Фла́вий Веспасиа́н (лат. Titus Flavius Vespasianus, 17 ноября 9 года — 24 июня 79 года), вошедший в историю под именем Веспасиан, — римский император в 69—79 годах, основатель династии Флавиев, пришедший к власти по итогам «года четырёх императоров».
Веспасиан стал первым правителем Рима, не принадлежавшим к аристократии: он был внуком крестьянина и сыном всадника. При Юлиях-Клавдиях Тит Флавий сделал карьеру военного и политика. При Калигуле он занимал должности эдила (предположительно в 38 году) и претора (в 39 либо 40 году), при Клавдии участвовал в завоевании Британии в качестве командира легиона (в 43 году) и достиг консулата (в 51 году). При Нероне Веспасиан ушёл в отставку, но позже был назначен проконсулом Африки, а в 66 году возглавил армию, направленную на подавление восстания в Иудее. В гражданской войне, начавшейся в 68 году, он сначала занимал выжидательную позицию. Летом 69 года провозгласил себя императором, опираясь на поддержку всех восточных провинций. На тот момент Рим контролировал Авл Вителлий, армия которого потерпела поражение во второй битве при Бедриаке (октябрь 69 года). В декабре сторонники Флавия заняли столицу, Вителлий был убит.
Приход Веспасиана к власти положил конец гражданской войне. Новый император усилил контроль над армией и преторианской гвардией, вывел из кризиса финансовую систему благодаря экономии и налоговым преобразованиям, стабилизировал ситуацию в провинциях. В его правление были разгромлены восставшие иудеи (Иерусалимский храм при этом был разрушен, началось «рассеяние» евреев по территории империи), восстание батавов, которое возглавлял Юлий Цивилис, было подавлено, но при этом имперские власти пошли на компромисс (70 год). Усилилось присутствие Рима в Германии, на Востоке Коммагена стала провинцией. Всё население Испании получило латинское право; около 350 местных общин стали муниципиями. В римском сенате усилились позиции представителей италийской муниципальной знати и провинциалов (в первую очередь испанцев).
Веспасиан наладил конструктивные взаимоотношения с сенатом. Тем не менее при нём была разгромлена «стоическая оппозиция», а самые видные её представители стали жертвами репрессий. Расширенные полномочия императора были зафиксированы в специальном сенатском постановлении, получившем силу закона. Усиление династического принципа нашло своё выражение в том, что наследником Веспасиана стал его родной сын Тит.

## Возвышение

### Предки
Тит Флавий принадлежал к незнатному роду из города Реате в Лации. Его дед Тит Флавий Петрон, по слухам, был уроженцем Транспаданской Галлии и каждый год приезжал в землю сабинов в составе сельскохозяйственной артели; в конце концов он обосновался в Реате и женился. Впрочем, Светоний пишет, что каких-либо доказательств в пользу этой версии не нашёл. Достоверно известно, что Петрон был центурионом или даже рядовым солдатом в армии Гнея Помпея Великого. После битвы при Фарсале в 48 году до н. э. он ушёл в отставку, вернулся на малую родину и смог разбогатеть на распродажах. Его жену звали Тертулла, и она владела поместьем близ города Коза в Этрурии.
Сын Петрона, Тит Флавий Сабин, по некоторым данным, был простым центурионом или примипилом, а после отставки по состоянию здоровья стал сборщиком пошлин в провинции Азия. Позже он жил в землях гельветов, где занимался ростовщичеством. Его жена, Веспасия Полла, была более знатной особой: её отец Веспасий Поллион трижды избирался военным трибуном и занимал почётную должность начальника лагеря, а брат в своей карьере дошёл до претуры и заседал в римском сенате. Флавий Сабин, возможно, разбогател настолько, что был принят во всадническое сословие. Удачной женитьбой он обеспечил сенаторский статус для своих сыновей; таким образом, Веспасиан в отличие от всех предыдущих правителей Рима не имел предков-сенаторов.
У Тита Флавия Сабина было трое детей. Первой родилась девочка, которая вскоре умерла; потом родился сын, получивший имя отца. Наконец, третьим стал Тит Флавий Веспасиан.

### Ранние годы и начало карьеры

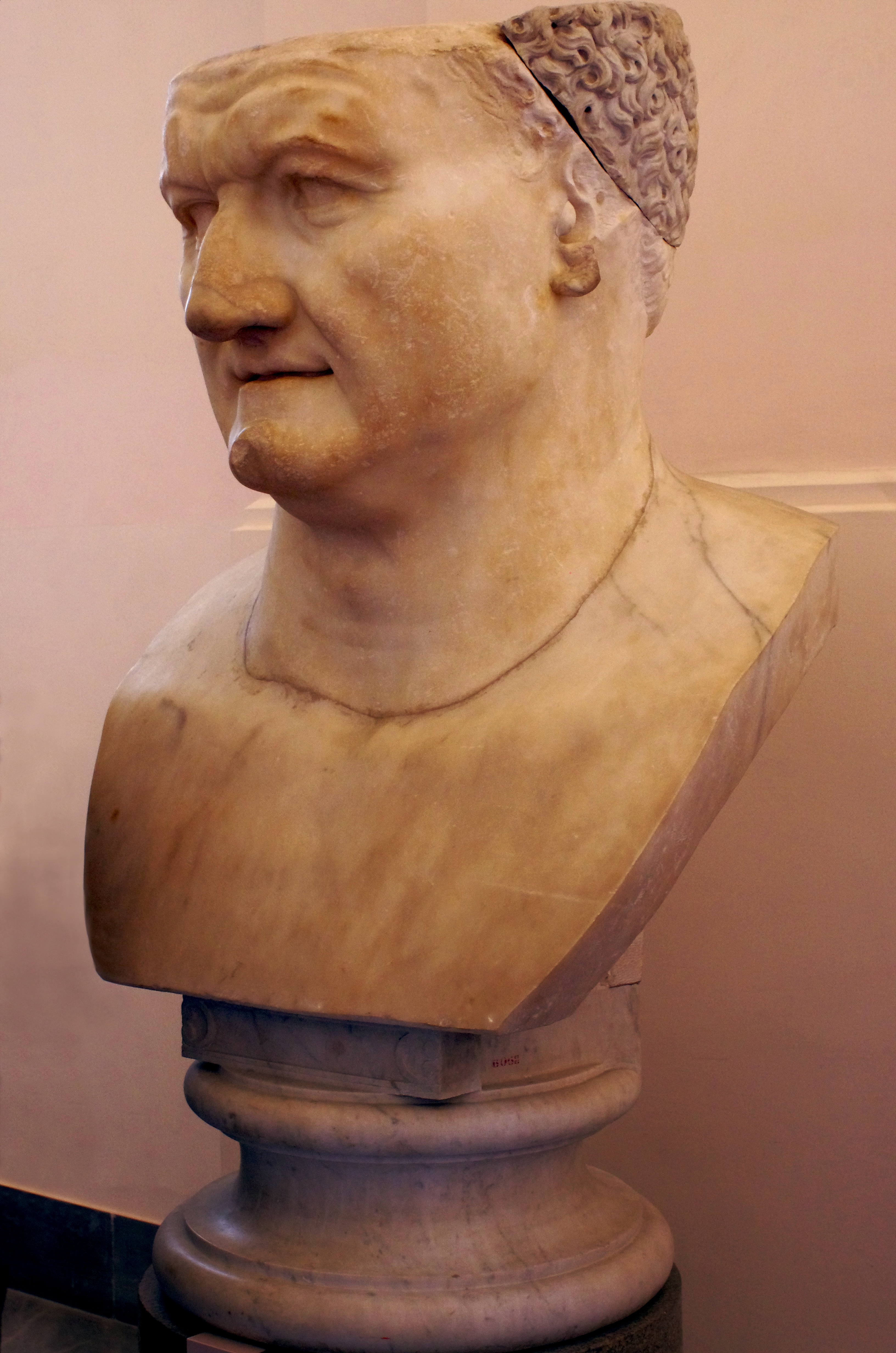
Бюст Веспасиана. Национальный археологический музей Неаполя

Согласно Светонию, Тит Флавий Веспасиан родился в деревне под названием Фалакрины близ Реате «вечером в пятнадцатый день до декабрьских календ в консульство Квинта Сульпиция Камерина и Гая Поппея Сабина, за пять лет до кончины Августа», то есть 17 ноября 9 года н. э., в год гибели трёх легионов в Тевтобургском лесу. Детство провёл в поместье своей бабки Тертуллы в Этрурии. Светоний сообщает, что уже после прихода к власти Веспасиан часто посещал те места, «а память бабки чтил он так, что на праздниках и торжествах всегда пил только из её серебряного кубка».
Достигнув совершеннолетия, Веспасиан ещё долго предпочитал частную жизнь карьере военного и политика. Только упрёки матери заставили его начать носить сенаторскую тогу (молодые сыновья всадников имели право на такое отличие) и претендовать на государственные должности. Тит Флавий прошёл долгую военно-административную карьеру, и в связи с этим учёные ставят его в один ряд с одним из его предшественников, Сервием Сульпицием Гальбой; впрочем, последний сталкивался с меньшим числом трудностей благодаря принадлежности к нобилитету. Известно, что Веспасиан был военным трибуном во Фракии. Позже Веспасиан занимал должность квестора и управлял провинцией Крит и Киренаика. Выдвинув свою кандидатуру в эдилы, он с большим трудом занял в списке победителей шестое (то есть последнее) место; зато претуру «получил легко и по первой же просьбе». Оба этих поста Тит Флавий занимал при Калигуле, предположительно в 38 и 39 годах соответственно. Он всячески старался угодить императору: в частности, Веспасиан потребовал от сената устроить игры вне очереди по случаю победы в Галлии; предложил оставить без погребения тела заговорщиков — Гнея Корнелия Лентула Гетулика и Марка Эмилия Лепида (октябрь 39 года); ответил благодарственной речью перед сенатом на императорское приглашение к обеду. Известно, что, будучи эдилом, Тит Флавий плохо следил за порядком в столице империи, и Калигула в наказание приказал наложить ему грязи за пазуху.
Преемник Калигулы Клавдий в 41 или 42 году по рекомендации своего приближённого Нарцисса поставил Веспасиана во главе II Августова легиона, расквартированного в Аргенторатуме, в провинции Верхняя Германия. Предположительно Титу Флавию пришлось сражаться с германцами; во всяком случае, Иосиф Флавий пишет, что Веспасиан «возвратил Риму потрясённый германцами Запад». В 43 году II легион вместе со своим командиром был в составе армии Клавдия, высадившейся в Британии. По данным Светония, Тит Флавий в ходе этой кампании участвовал в тридцати сражениях, подчинил Риму два сильных народа и завоевал остров Вектис; Иосиф Флавий утверждает, что именно Веспасиану принадлежит главная заслуга в завоевании Британии; Тацит пишет, что тогда Веспасиан «был впервые замечен всесильным роком».
В награду Тит Флавий получил по возвращении в Рим знаки триумфатора и членство в двух жреческих коллегиях — предположительно понтификов и авгуров. Следующий шаг в своей карьере он сделал в 51 году, став консулом-суффектом на ноябрь и декабрь. Но в 54 году умерли Клавдий и Нарцисс, и жизнь Веспасиана круто изменилась. Власть над империей перешла к приёмному сыну Клавдия Нерону и матери последнего Агриппине, которая ненавидела друзей Нарцисса; к тому же после Клавдия остался родной сын от предыдущей жены, Британник, и Веспасиан предположительно был одним из его сторонников. Уже в 55 году Британник был отравлен сводным братом, а Титу Флавию пришлось уйти в отставку. До убийства Агриппины он жил не только вдали от дел, но и, по словам Светония, в нищете. Впрочем, это могло быть преувеличением, связанным с желанием флавианских историков представить Веспасиана жертвой Нерона.
В 59 или 63/64 году Тит Флавий был назначен проконсулом Африки. О том, как он правил этой провинцией, сохранились противоречивые данные: Тацит сообщает, что местные жители впоследствии вспоминали Веспасиана «с ненавистью и злобой», Светоний — что он «правил честно и с большим достоинством, если не считать, что однажды в Гадрумете во время мятежа его забросали репой». Новая должность не помогла ему разбогатеть: по возвращении в Рим Веспасиану пришлось заложить свои имения брату и заняться торговлей мулами, хотя римляне считали это занятие унизительным. За это он получил прозвище «Ослятник».
В 66 году Тит Флавий оказался в числе тех сенаторов, которые отправились вместе с Нероном в Грецию. Там император, считавший себя талантливым музыкантом и певцом, принял участие во всех местных состязаниях. Веспасиан отличался от других придворных тем, что во время выступлений Нерона или выходил, или засыпал, и этим «навлёк на себя жестокую немилость». Впрочем, есть мнение, что он попал в опалу из-за своей дружбы с видными представителями «стоической оппозиции», Публием Клодием Тразеей Петом и Квинтом Марцием Бареей Сораном, которые как раз в 66 году были принуждены к самоубийству. В результате Веспасиану пришлось уехать в маленький городок, и там он жил в страхе за свою жизнь, пока не узнал о новом назначении.

### Иудейская война
При Нероне постепенно нарастала напряжённость в Иудее — небольшой восточной провинции Рима с не вполне ясным статусом. Налоговая политика империи, произвол наместников, развитие романизации в регионе и усиление религиозно-политической группировки зелотов, чьим радикальным крылом были сикарии, привели к восстанию, начавшемуся в 66 году. Наместник Сирии Гай Цестий Галл, попытавшийся навести порядок, потерпел поражение, и после этого Нерон решил направить в Иудею нового полководца с большой армией. Его выбор пал на Веспасиана — опытного военного, который в силу своего низкого происхождения казался неопасным.
Тит Флавий стал легатом с полномочиями пропретора. Переправившись через Геллеспонт, он по суше прибыл в Сирию, ставшую базой для действий против повстанцев. Армия Веспасиана включала три легиона, ещё двадцать три когорты пехоты, шесть ал конницы и вспомогательные войска, присланные вассальными царями, — в общей сложности до 60 тысяч воинов. С этими силами весной 67 года Тит Флавий вторгся в Галилею. Он демонстрировал готовность пощадить тех повстанцев, которые без боя покорятся Риму, и жестоко покарать всех, кто будет продолжать сопротивление. Так, римляне сожгли взятый ими город Габара, а всех его жителей продали в рабство. После этого (26 мая) Веспасиан осадил Иотапату — наиболее укреплённый город в этом регионе, оборону которого возглавил начальник обороны Галилеи Иосиф бен Маттафия.

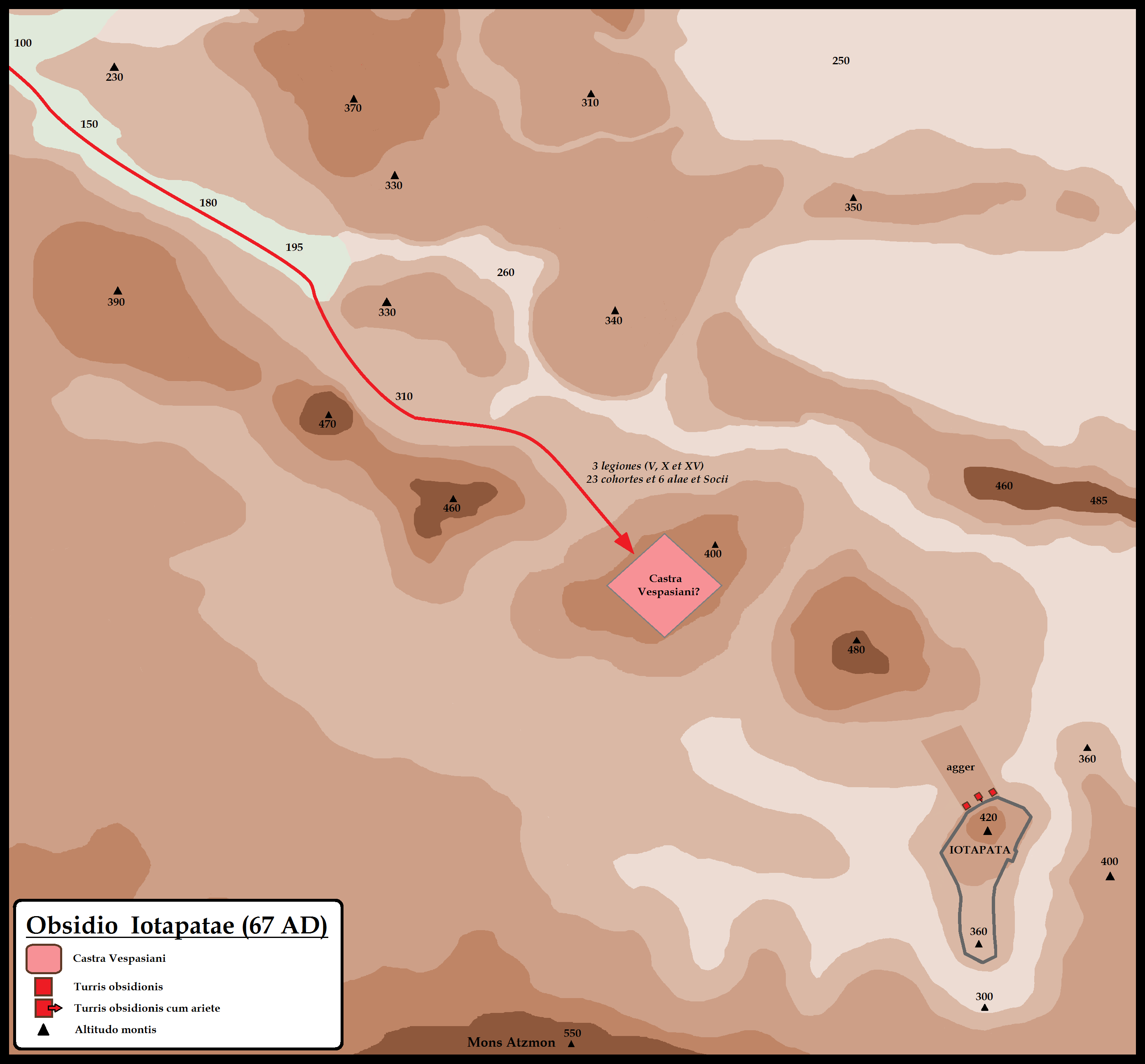
Осада Иотапаты

Защитники Иотапаты отбили несколько штурмов с большими потерями для римлян и регулярно предпринимали успешные вылазки. В одной из схваток сам Веспасиан был ранен камнем в колено, а в его щит вонзилось несколько стрел. Тогда Тит Флавий перешёл к тактике измора. Только 2 июля 67 года благодаря предательству одного из осаждённых город был взят; римляне перебили всех его жителей мужского пола, за исключением младенцев, так что, по данным источников, погибло 40 тысяч человек. Иосиф бен Маттафия сдался и получил пощаду. При встрече с Веспасианом он предсказал легату императорскую власть и поэтому стал одним из его приближённых; впоследствии он получил римское гражданство и имя Иосиф Флавий.
Пока Веспасиан осаждал Иотапату, его подчинённые взяли Яффу и перебили самаритян, собравшихся на горе Гаризим. Тит Флавий расположил два легиона на зимовку в Кесарии, а с оставшимися войсками двинулся во владения царя Агриппы II, чтобы усмирить принадлежавшие ему города. Он без боя подчинил Тивериаду и взял штурмом Тарихею. Из захваченных здесь иудеев 30 тысяч были проданы в рабство, а ещё 6 тысяч отправлены к Нерону на Истм. Потом римляне осадили Гамалу. Первый штурм защитники города отбили, причём Веспасиан во время боя оказался «в величайшей опасности», поскольку его солдаты обратились в бегство. 20 октября город всё же был взят. После этого во всей Галилее оставался только один непокорённый город, Гисхала, но и тот сдался без боя.
Зиму 67/68 годов Веспасиан провёл в Кесарии. В это время он занимался налаживанием управления в Галилее и подготовкой к следующей кампании. Предполагалось в 68 году закончить войну — сначала подчинить Риму периферийную часть Иудеи, а потом нанести удар по Иерусалиму, в котором разгорелась борьба между разными группировками повстанцев. Римляне покорили территории, окружавшие этот город с разных сторон — Идумею, Перею, земли у Мёртвого моря. Веспасиан остановился в Иерихоне и намеревался уже идти к Иерусалиму, когда узнал о смерти Нерона. Эта новость заставила его остановить военные действия.

### Захват власти
В 68—69 годах Римскую империю охватил масштабный кризис, переросший в гражданскую войну. В марте 68 года поднял мятеж наместник Лугдунской Галлии Гай Юлий Виндекс; в апреле его поддержал наместник Тарраконской Испании Сервий Сульпиций Гальба, провозглашённый императором. Виндекс уже в мае потерпел поражение и погиб, но восстания охватили ряд других провинций. В июне 68 года всеми покинутый Нерон покончил с собой. Гальба осенью вступил в Рим и установил контроль над всей империей, но уже в январе 69 года был убит преторианцами, которые сделали императором Марка Сальвия Отона. Вскоре объявился ещё один претендент — наместник Нижней Германии Авл Вителлий, получивший поддержку ряда провинций Запада. В апреле его армия разгромила отонианцев в первой битве при Бедриаке. После этого Отон покончил с собой, и в июле Вителлий утвердился в Риме.
Веспасиан до определённого момента не принимал участия в этих событиях, хотя его позиции были очень сильны (его мощная армия стояла у границ Египта, снабжавшего Рим хлебом, а его брат Тит Флавий Сабин был префектом столицы и в этом качестве контролировал город в отсутствие императора). Веспасиан сразу признал императором Гальбу, а в январе 69 года направил к нему своего старшего сына. Ходили слухи, что истинная цель Тита Флавия — добиться от старого и бездетного цезаря усыновления Веспасиана-младшего. В любом случае сын легата узнал ещё на пути, в Коринфе, об убийстве Гальбы и после этого повернул назад. В конце зимы Веспасиан привёл свою армию к присяге Отону, а летом — Авлу Вителлию. Но в его легионах тем временем зрело недовольство тем, что армии западных провинций решают судьбу империи: солдаты и офицеры хотели сделать цезарем своего командующего. Наместник соседней Сирии Гай Лициний Муциан, имевший под своим началом четыре легиона, был готов поддержать Веспасиана, как и префект Египта Тиберий Юлий Александр. Возможно, Муциан тайно способствовал росту в иудейской армии мятежных настроений.

Римская империя в 69 году. Синим цветом показаны провинции, лояльные Веспасиану, а серым — Вителлию

Пока Отон и Вителлий сражались друг с другом, восточные наместники выжидали исхода этой схватки, а узнав о гибели Отона, встретились на горе Кармель. Согласно Тациту, там наместник Сирии убедил своего коллегу в необходимости начинать войну за власть. Муциан всегда «охотнее уступал власть другим, чем пользовался ею сам», а в данном случае могло сыграть важную роль отсутствие у него сыновей; старший же сын Веспасиана уже зарекомендовал себя как способный военачальник. К тому же Муциан рассчитывал стать самым влиятельным человеком в окружении нового императора, и это ему действительно удалось.
Первый открытый шаг сделал наместник Египта: 1 июля 69 года в Александрии он провозгласил Веспасиана императором и привёл к присяге два своих легиона. Стоявшие в Кесарии войска Тита Флавия узнали об этом 3 июля и сразу принесли аналогичную присягу. 15 июля к мятежу примкнула сирийская армия. Таким образом, уже на первом этапе Веспасиана поддержали девять легионов; так же поступили местные вассальные цари — Ирод Агриппа Иудейский, Антиох IV Коммагенский, Соэм Эмесский. В последующие недели нового императора признали «все приморские провинции вплоть до границ Азии и Ахайи и все внутренние вплоть до Понта и Армении», так что Тит Флавий установил контроль над всем Востоком.
В Берите произошла новая встреча Веспасиана и Муциана, на которой обсуждались дальнейшие планы. Оттуда Тит Флавий направился в Александрию, а Гай Лициний во главе основных сил — в Малую Азию. Предполагалось, что первый перекроет поставки египетского хлеба в Рим, тогда как второй, переправившись на Балканы в Византий, дойдёт до Диррахия и оттуда организует морскую блокаду италийского побережья. При таком развитии событий вителлианцы должны были капитулировать без боя. Но всё пошло вопреки этому плану из-за легионов Мёзии, Паннонии и Далмации: эти войска были преданы Отону, а потому в новой ситуации быстро перешли на сторону Веспасиана и по инициативе их командира Марка Антония Прима вторглись в Италию с северо-востока (осень 69 года).

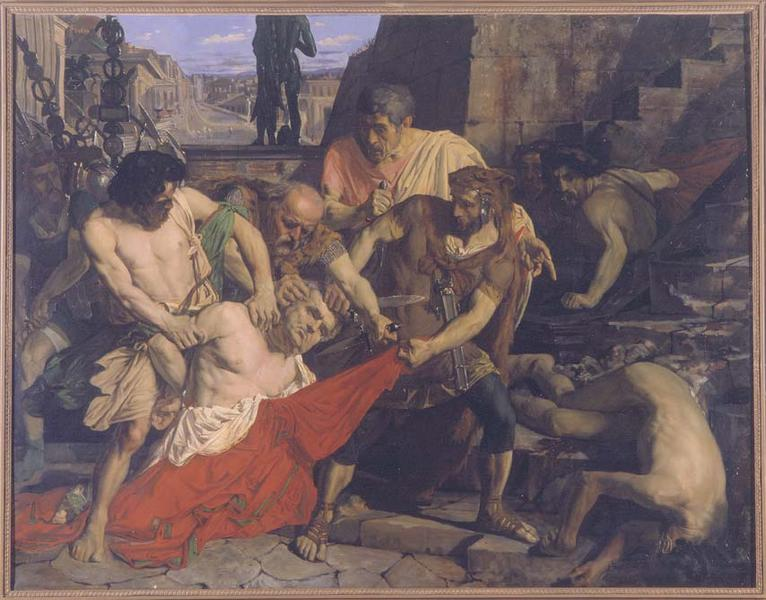
Поль Бодри. Смерть Авла Вителлия, 1847, Ла-Рош-сюр-Йон, муниципальный музей

Западные наместники в большинстве своём фактически заняли нейтралитет: они не направляли войска на помощь Вителлию, ожидая, чем всё закончится, а легат Африки Гай Валерий Фест втайне поддерживал Веспасиана. В результате Вителлий мог рассчитывать только на свою италийскую армию. Тит Флавий тем не менее приказал Антонию Приму остановиться у Аквилеи и там ждать Муциана, но этот приказ был проигнорирован. 24 октября 69 года произошла вторая битва при Бедриаке: в ней вителлианская армия была разбита, а на следующий день сдалась. Узнав об этом, наместники Галлии и Испании перешли на сторону Веспасиана. Объединённые силы флавианцев подошли к Риму, и 15 декабря последнее войско Вителлия капитулировало. Сам император изъявил готовность сдаться в обмен на пощаду, но в последний момент передумал. В Риме начались бои между сторонниками Вителлия и людьми Тита Флавия Сабина, последний закрепился на Капитолии, но не смог его удержать и погиб. Уже на следующий день, 20 декабря, войска флавианских полководцев с боем ворвались в столицу; Вителлий был убит.

## Правление

### Начальная стабилизация

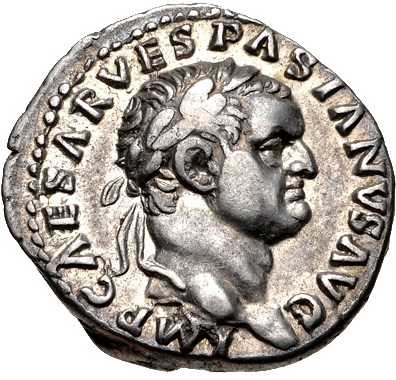
Монета Веспасиана, 69-70 гг.

После гибели Вителлия, по словам Тацита, «война кончилась, но мир не наступил»: в Риме и Италии царила военная анархия. Флавианские солдаты бесчинствовали в столице, к югу от города стояло войско Луция Вителлия (брата погибшего императора), в Кампании местные общины открыто враждовали друг с другом. Номинальный контроль над столицей принадлежал Антонию Приму и назначенному им префекту претория Аррию Вару. Постепенно ситуация стабилизировалась: Луций Вителлий сдался и вскоре был убит, на замирение Кампании была направлена армия под командованием Секста Луцилия Басса. Прибывший в Рим Гай Лициний Муциан взял власть в свои руки. Антоний Прим был вынужден уехать из города; он направился было в Египет к Веспасиану, «но был принят с меньшим радушием, чем ожидал». В дальнейшем этот военачальник уже не вмешивался в политику.
Сенат без какого-либо сопротивления признал Веспасиана императором и заочно предоставил консулат ему и его старшему сыну Титу. Второй сын, Домициан, находившийся на Капитолии вместе с дядей и сумевший уцелеть, стал претором с консульской властью и получил титул цезаря. Теперь он был номинальным представителем своего отца в сенате и в целом в столице. Веспасиан прибыл в Рим только в октябре 70 года, спустя десять месяцев после смены власти. За это время Муциан смог нейтрализовать находившиеся в Италии легионы из Германии и с Дуная, обновить состав преторианских когорт, укрепить рейнскую границу. Присланные императором корабли с египетским зерном устранили надвигавшуюся на город угрозу голода.
Консулы, назначенные Вителлием, были смещены со своих постов. Сенат решил восстановить память Гальбы и его приёмного сына Луция Кальпурния Пизона Фруги Лициниана, сформировал специальную комиссию, которая должна была привести в порядок записи законов, добиться возвращения законным владельцам имущества, потерянного в ходе войны, и сократить государственные расходы. Были осуждены многие доносчики, преуспевавшие во времена Нерона, а их жертвы возвращались из изгнания. Дальнейшими мероприятиями по выводу страны из кризиса занялся сам император, прибывший, наконец, в свою столицу.

### Оформление господства

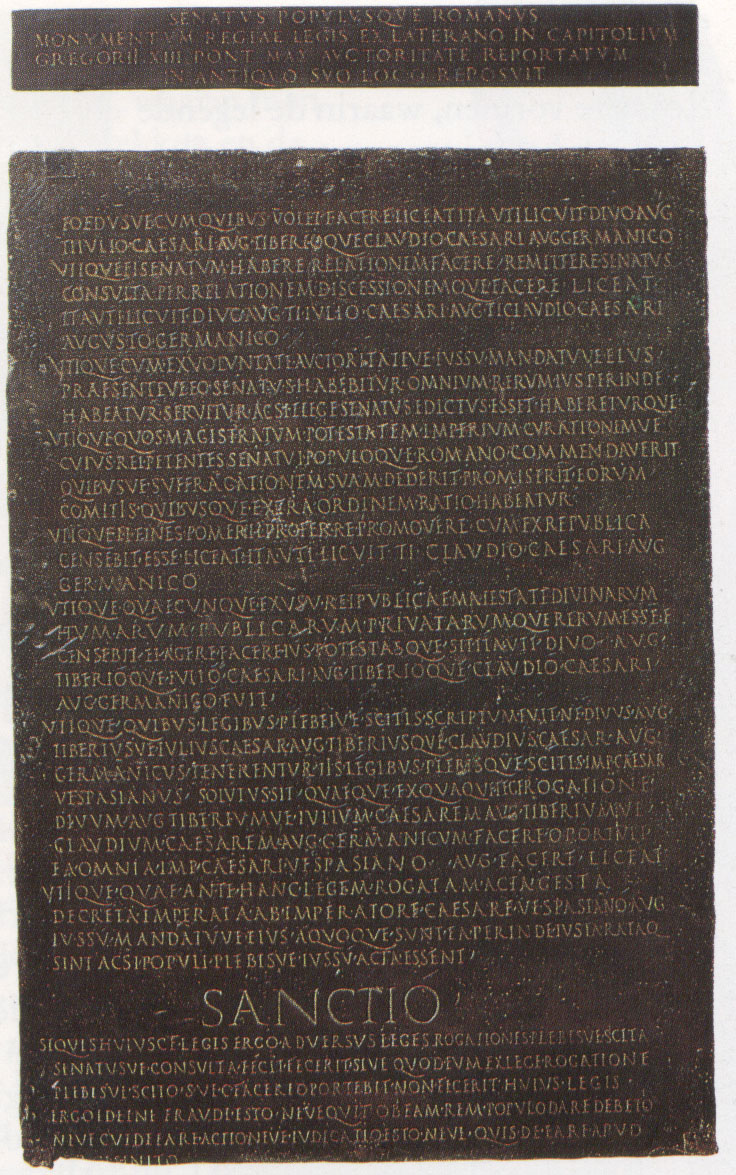
Бронзовая доска lex de imperio Vespasiani

Объявив себя императором в июле 69 года, Веспасиан сразу принял новое имя: Император Тит Флавий Веспасиан Цезарь. В конце августа того же года был принят новый вариант: Император Цезарь Веспасиан Август. Таким образом, отказавшись от старых преномена и номена, новый правитель подчёркивал свою преемственность с основателем принципата Октавианом Августом. Исследователи обращают внимание на тот факт, что наименование Август было принято без санкции сената, поскольку последний тогда поддерживал Авла Вителлия. Позже официальная пропаганда ставила Веспасиана и первого императора в один ряд как людей, освободивших Рим от тиранов (Вителлия и Марка Антония соответственно) и установивших мир во всей державе. На правление Тита Флавия пришлось столетие с момента победы Октавиана в битве при Акции, завоевания Египта и «восстановления Республики» (в 70, 71 и 74 годах), и все эти юбилеи были отмечены чеканкой специальных монет.
Сразу после того, как флавианцы установили контроль над Римом, сенаторы присвоили Веспасиану «все почести и звания, полагающиеся принцепсу» (22 декабря 69 года). Сохранилась часть текста сенатского постановления о власти императора; предположительно это было постановление, утверждённое народным собранием и соответственно получившее силу закона (lex de imperio Vespasiani). Согласно этому документу, Веспасиан мог созывать сенат и руководить заседаниями, рекомендовать кандидатов на высшие должности, расширять священные границы города Рима, заключать договоры. На него распространялось действие всех законов, расширявших в своё время полномочия Августа, Тиберия и Клавдия (одиозные Калигула и Нерон в документе не упоминаются): «И чтобы всё, что он сочтет нужным ради пользы и величия государства из божественных, человеческих, общественных и частных дел, пусть у него будет право и власть совершать так, как это было дозволено божественному Августу, Тиберию Юлию Цезарю Августу, Тиберию Клавдию Цезарю Августу Германику». Воля Тита Флавия приравнивалась к воле «сената и народа Рима», а все законодательные акты, противоречившие данному постановлению, признавались в этой части юридически ничтожными.
У исследователей нет единого мнения о значимости lex de imperio Vespasiani. В распоряжении науки нет аналогичных документов, связанных с другими императорами; кроме того, положения о приоритете этого закона над другими и о приравнивании воли Веспасиана к воле сената и народа Рима не содержат ссылок на предшественников, что может указывать на их принципиальную новизну. С другой стороны, все цезари, начиная с Тиберия, получали свои полномочия одномоментно. Некоторые учёные считают принятие такого закона относительным успехом сената: ссылки в тексте только на наиболее легитимных цезарей могут трактоваться как ограничение власти Веспасиана. Противники такой точки зрения считают, что о каких-либо ограничениях в этом контексте говорить не приходится: закон просто стал шагом в превращении личной и неформальной власти императора во власть институционализированную и формализованную. Данное постановление могло стать правовым обоснованием для всех тех полномочий императора, которые лежали за пределами исполнения им старых республиканских должностей (консулата, трибуната, цензуры, понтификата).
Консулом Веспасиан был чаще, чем кто-либо из его предшественников. За десять лет своего правления он занимал должность ординарного консула восемь раз (в 70—72, 74—77 и 79 годах), в том числе семь раз со старшим сыном и один раз — с младшим. Последний ещё и несколько раз был консулом-суффектом; эту должность занимали также племянник и шурин Веспасиана. Такая практика может говорить о стремлении Веспасиана использовать в своих интересах республиканскую традицию и обеспечить за своей семьёй надёжный контроль над собственно Римом и Италией. В 73 году Веспасиан стал цензором (тоже вместе со старшим сыном). Кроме того, он двадцать раз провозглашался императором в изначальном смысле этого слова.
Власть Веспасиана носила ярко выраженный династический характер. Его старший сын Тит не только был коллегой отца по консулатам и цензуре: он возглавлял армию в Иудейской войне, доведённой им до победного конца; с 71 года он разделял с Веспасианом трибунскую власть; в дальнейшем руководил основными дворцовыми службами, зачитывал речи отца в сенате, был префектом претория. К 79 году он провозглашался императором четырнадцать раз, носил титулы цезаря и августа. Брат Тита Домициан носил титул «предводителя молодёжи» (princeps iuventutis), тоже был цезарем. Оба младших Флавия чеканили собственную монету, состояли в трёх основных жреческих коллегиях — понтификов, авгуров, арвальских братьев. Веспасиан открыто заявлял в сенате, «что наследовать ему будут или сыновья, или никто».

### Взаимоотношения с высшими сословиями

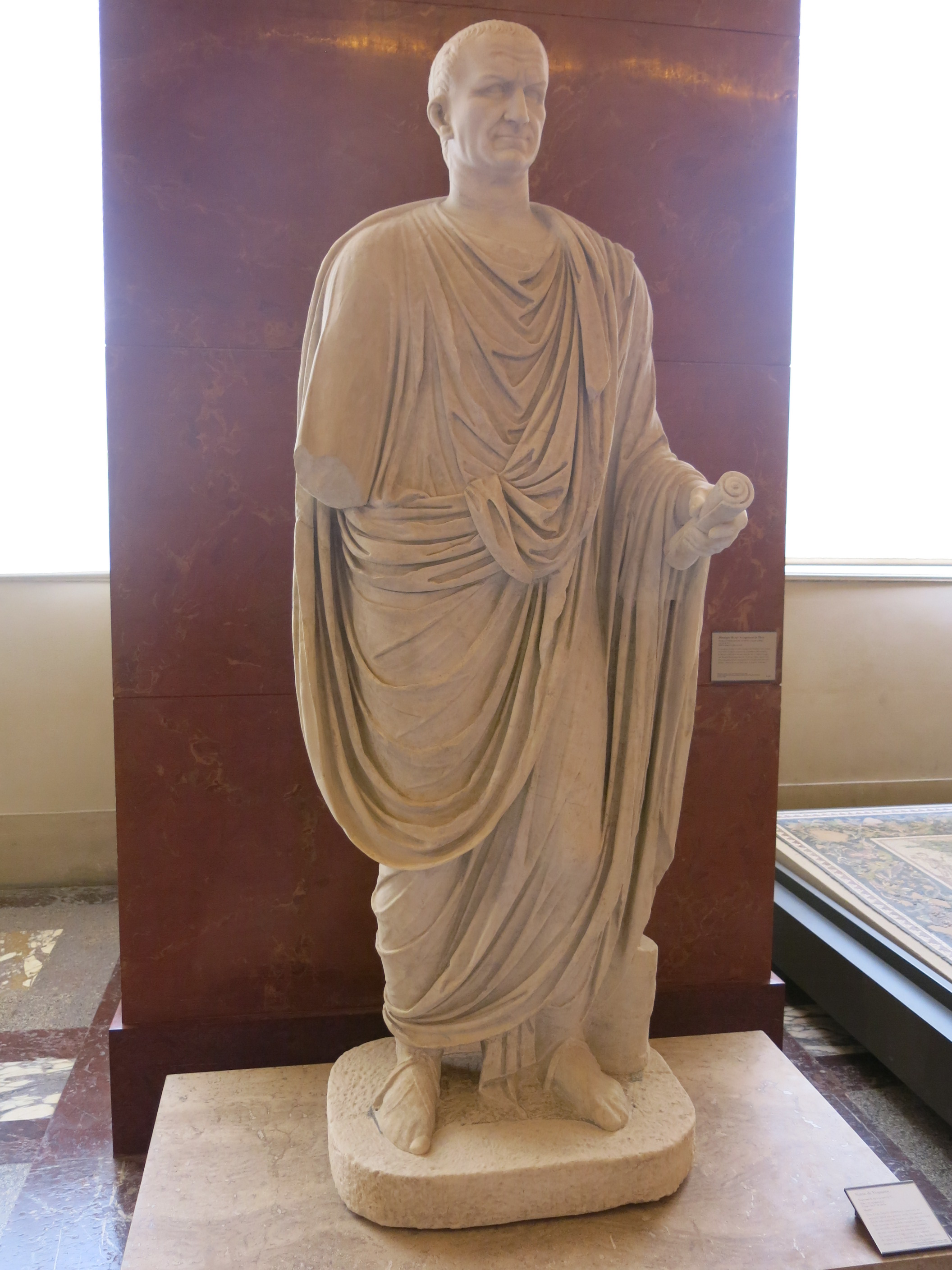
Статуя Веспасиана (Лувр)

Сохранившиеся источники ничего не говорят напрямую о том, как римские всадники относились к флавианскому режиму. Но известно, что Веспасиан активно развивал внесенатские способы управления, используя при этом не вольноотпущенников, а всадников; к тому же к моменту прихода к власти Домициана всадники обладали некоторыми привилегиями в том же объёме, что и сенаторы. Отсюда исследователи делают вывод, что всадничество имело причины для симпатии к Титу Флавию.
Веспасиан стремился к мирному сосуществованию с сенатом. Репрессий против нобилитета при нём не было. С самого начала правления Тит Флавий старался противопоставить свою умеренность произволу Нерона: он подчёркнуто выстраивал отношения с сенаторами как с равными, заботился об их имущественном положении и об уважении к ним со стороны других сословий, игнорировал доносчиков. Легенды на монетах Веспасиана часто включают слово «свобода» (libertas). В то же время засилье самого принцепса и его сыновей на высших должностях ухудшало карьерные перспективы даже для самых видных представителей аристократии. В целом нобили относились к Веспасиану настороженно — как по этой причине, так и из-за его низкого происхождения.
В окружении Тита Флавия практически не было представителей старой аристократии, и среди всех консулов за время его правления (включая суффектов) такой аристократ был только один — Луций Валерий Котта Мессалин, при предыдущих императорах скомпрометировавший себя доносительством. Но это могло быть связано не с какими-то предпочтениями Веспасиана, а с огромными потерями, понесёнными нобилитетом в результате репрессий Нерона и гражданской войны. Существует гипотеза, что к этому времени не больше 2 % всех сенаторов возводили свою родословную ко временам Республики. В результате Титу Флавию дважды пришлось пополнять сенат — в 70 и 73—74 годах, и в состав высшего сословия влилось множество италиков, галлов, уроженцев Испании и некоторых восточных провинций. Первоисточники сообщают о радикальных изменениях. По подсчётам учёных, из 800 сенаторов этого времени были введены в курию Веспасианом 120—160; массовую долю провинциалов в сенате оценивают в 20—30 %. К семьям, включённым в состав нобилитета в эти годы, принадлежали императоры Траян, Адриан, Антонин Пий, Марк Аврелий.
Сенат предпринимал попытки перетянуть на себя полномочия в финансовой сфере, но Веспасиан этого не позволил. Светоний пишет о «непрекращавшихся заговорах»; исследователи связывают это с недовольством сенаторов тем, что им навязывали Тита в качестве преемника. Старший сын императора имел при его жизни плохую репутацию и сравнивался с Нероном из-за своих жестокости, склонности к роскоши и распутству, любовной связи с иудейской царицей Береникой. Конкретная информация есть только о заговоре Тита Клодия Эприя Марцелла и Авла Цецины Алиена (неизвестно, было это два заговора или всё-таки один). Эприй Марцелл покончил с собой после его осуждения сенатом, а Цецина был убит без суда по приказу Тита.
Кроме того, Веспасиан столкнулся со «стоической оппозицией». Философия стоицизма призывала к добродетельной жизни и, в частности, к возрождению староримских ценностей viti boni («добродетельного мужа»); в этом контексте императоры становились объектами критики как виновники «порчи нравов». Такие настроения были широко распространены в римском сенате во второй половине I века. При Нероне неформальным лидером «стоической оппозиции» был Тразея Пет, в конце концов принуждённый к самоубийству, а при Веспасиане — зять Тразеи Гай Гельвидий Приск. Последний — единственный сенатор, который фигурирует в сохранившихся источниках как постоянный и непримиримый противник Тита Флавия. Понять до конца природу этого противостояния не представляется возможным из-за утраты соответствующих книг «Истории» Тацита. Известно только, что Приск приветствовал принцепса как частного человека, во время претуры ни разу не упомянул Веспасиана в своих эдиктах и спорил с ним публично и в очень дерзкой манере. Одни источники считают его республиканцем, другие — сторонником принципата, но введённого в жёсткие рамки (выборного, ненаследственного, с активным участием сената в управлении). В конце концов Гельвидий Приск был сослан, а потом убит. По Словам Светония, Веспасиан, даже отдав приказ об убийстве Приска, «всеми силами старался спасти его: он послал отозвать убийц и спас бы его, если бы не ложное донесение, что он уже мёртв».

### Армия
После гражданской войны Италия оказалась наводнена солдатами из ряда пограничных армий. Это были германские легионы, приведённые в своё время Авлом Вителлием, легионы из Паннонии, Далмации и Мёзии, которыми командовал Антоний Прим, и восточные легионы Муциана. Они представляли собой серьёзную потенциальную угрозу для нового режима, и решение этой проблемы вкупе с подчинением военачальников гражданской администрации стало одной из важных задач новой власти. Муциан уже в начале 70 года добился отъезда Антония Прима из Рима и из Италии. Тот отправился было к Веспасиану, но встретил холодный приём. После этого он ушёл от дел и зажил на покое в родной Толозе. Легион Антония, VII Гальбанский, Муциан отправил обратно в Паннонию. Префекта претория Аррия Вара, ставленника Антония, Муциан сместил, а сочувствовавший ему III Галльский легион направил в Сирию. Ещё три дунайских легиона, VIII, XI и XIII, Гай Лициний направил на рейнскую границу, использовав как удобный предлог восстание галлов. Там же оказался XXI легион, подчинявшийся когда-то Вителлию, и легион, сформированный из моряков равеннского флота (они осенью 69 года перешли на сторону Антония Прима). Рейнскую армию возглавили Аппий Анний Галл (один из самых последовательных сторонников Отона) и Квинт Петиллий Цериал, пользовавшийся доверием Веспасиана; в дальнейшем вителлианские легионы были расформированы.

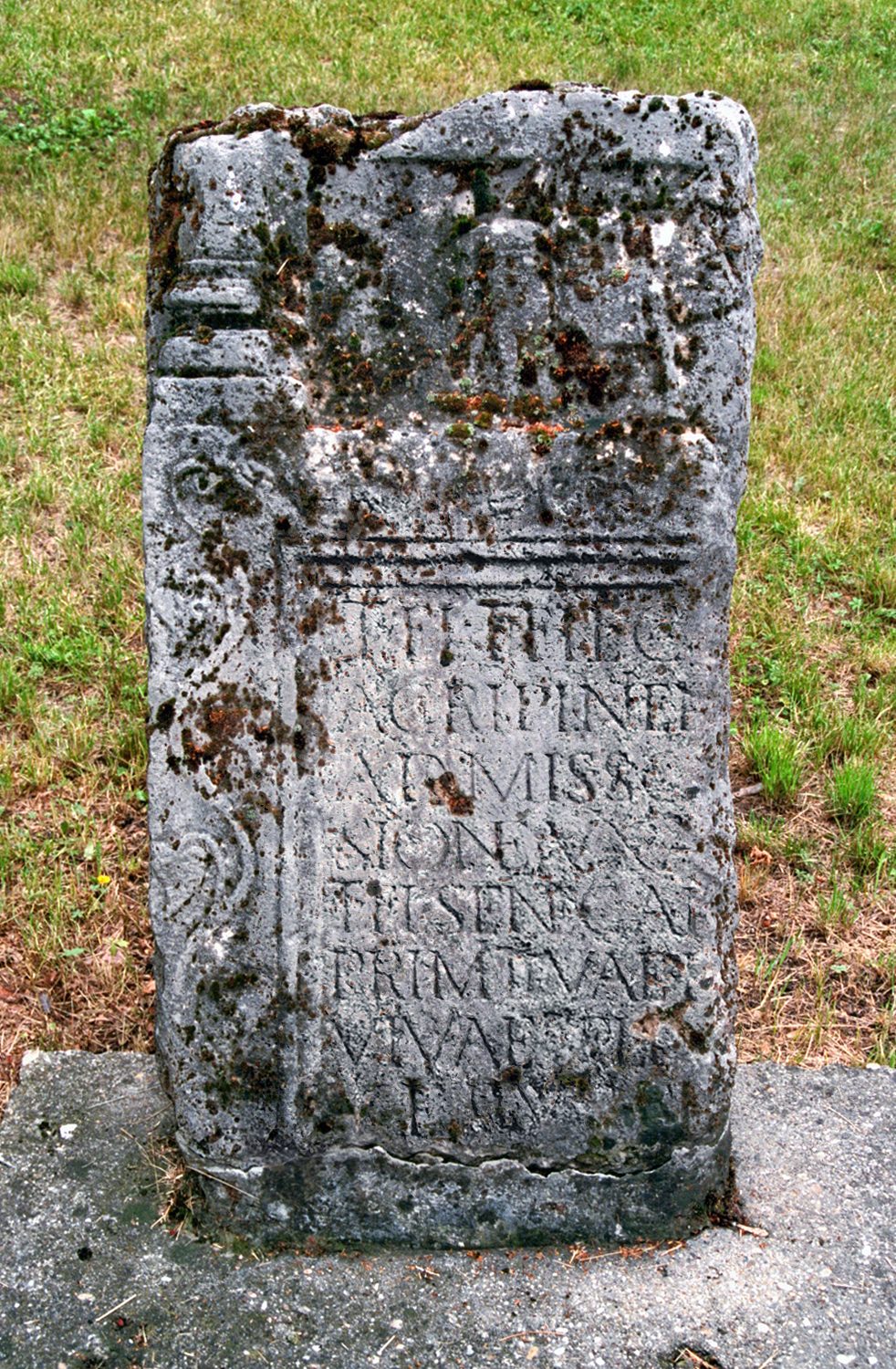
Надгробная надпись Тита Флавия, служившего в кавалерии II Вспомогательного легиона

В общей сложности в Империи было на тот момент тридцать легионов. Из них Веспасиан расформировал по крайней мере три или четыре. Появились три новых легиона: II Вспомогательный, IV Счастливый Флавиев, XVI Стойкий Флавиев; VII Гальбанский легион был переименован в VII Парный. Веспасиан уделил повышенное внимание поддержанию в войсках дисциплины и своей популярности. Все эти меры возымели успех: в эпоху Флавиев имели место всего два случая открытого недовольства в легионах, причём оба носили локальный характер. В целом солдатские мятежи прекратились на столетие — до эпохи Марка Аврелия.
К правлению Тита Флавия исследователи относят начало провинциализации армии: с этого времени легионы набирают преимущественно за пределами Италии, из жителей провинций. Одни учёные считают причиной тому предпочтения императора, не доверявшего италийским легионерам; другие полагают, что людские ресурсы Италии к 70-м годам просто были исчерпаны. Есть мнение, что имели место оба фактора. Кроме того, при Веспасиане выросло значение вспомогательных войск, набиравшихся из провинциалов без римского гражданства. Впервые появилась идея, что такие соединения могут быть основой армии, а не довеском к легионам. К отрядам ауксиллариев приставляли римских центурионов как образцы для подражания. При всём этом был учтён печальный опыт батавского восстания, когда вспомогательные войска стали главной движущей силой мятежа: теперь такие отряды отправляли на службу вдали от родины.
Преторианская гвардия, численность которой при Вителлии достигла шестнадцати когорт, была расформирована Веспасианом. По данным Тацита, при этом с большим трудом удалось избежать кровопролития. Тит Флавий набрал девять новых когорт (4500 человек) из преторианцев, служивших при Гальбе и Отоне, а также из своих ветеранов, причём из числа последних принял в гвардию всех желающих. Преторианцы до конца сохраняли преданность и ему, и обоим его сыновьям.

### Провинциальная политика на Востоке

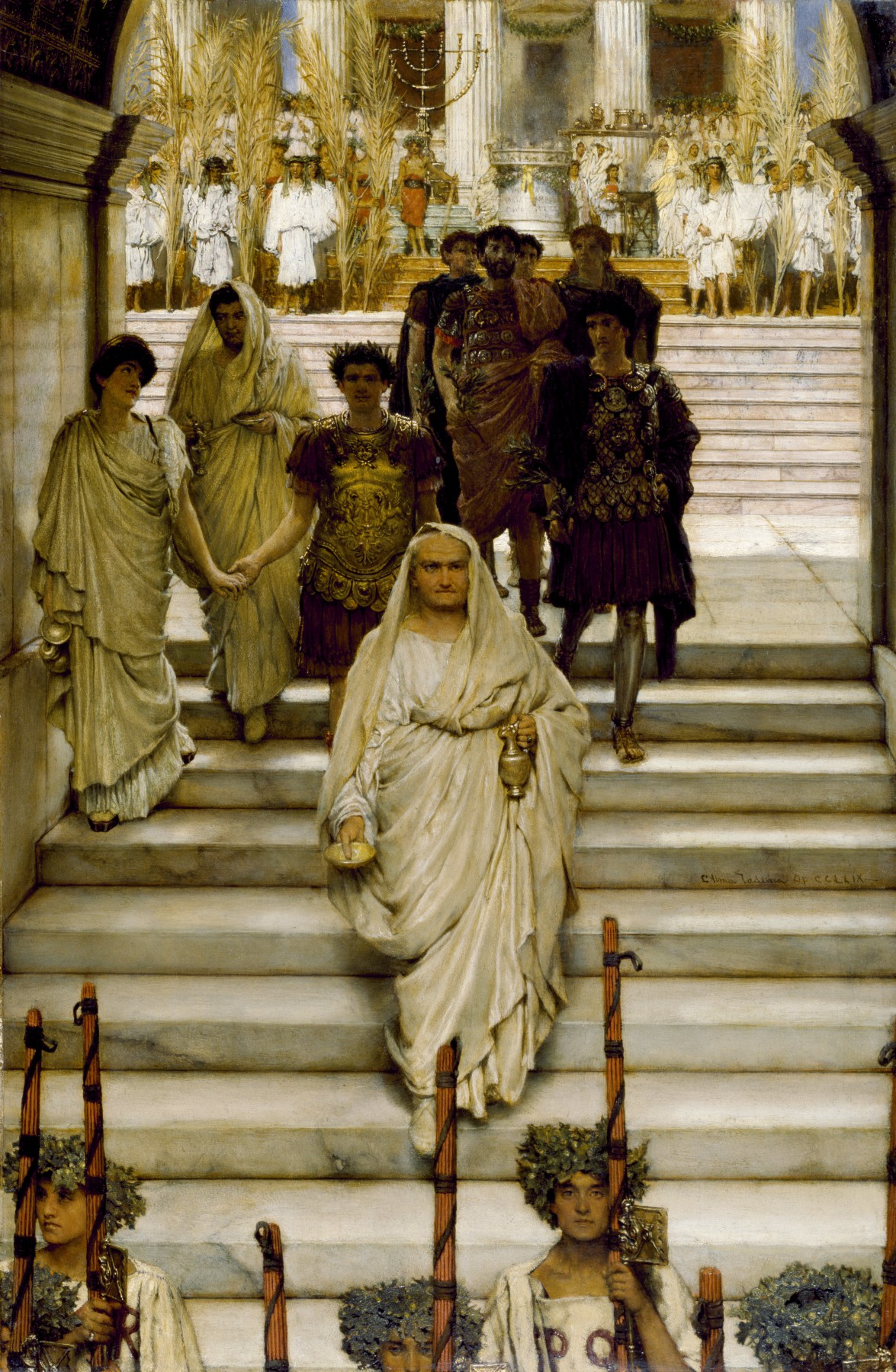
Лоуренс Альма-Тадема. Триумф Тита

Победа Веспасиана, опиравшегося на Египет, Иудею, Сирию и дунайский регион, впервые убедила римлян в важности для них восточных провинций. При этом Тит Флавий, по мнению некоторых исследователей, всё-таки проявлял определённое пренебрежение к Востоку; это проявлялось в неохотной раздаче гражданских прав в этой части империи.
К началу правления Веспасиана в ряде провинций сложилась крайне нестабильная обстановка, что было связано с гражданской войной и ослаблением контроля из центра. При этом новый император должен был хорошо понимать значимость выверенной провинциальной политики: в ходе событий 68—69 годов позиция отдельных частей империи стала фактором, во многом определявшим шансы каждого претендента на власть в Риме. Соответственно Веспасиану пришлось во многих случаях идти на уступки провинциям и окончательно отказаться от идеи противопоставления города Рима или Италии остальным частям империи.
Дестабилизация 69 года охватила, в частности, Понт. Там вольноотпущенник Аникет объявил себя сторонником Вителлия, с воинами приграничных племён захватил Трапезунд и начал пиратствовать на Чёрном море. Веспасиан направил против него войско под командованием Вирдия Гемина; Аникет потерпел поражение и был убит. Примерно тогда же даки совершили набег на Мёзию. Шедший в это время на Италию Гай Лициний Муциан был вынужден из-за этого на время остановить поход и направить на врага VI легион. Позже для защиты провинции в Мёзию перевели наместника Азии Фонтея Агриппу, но в 70 году он потерпел поражение в ходе очередного вражеского набега. Ситуацию здесь стабилизировал Рубрий Галл.
Сам Веспасиан остановил войну в Иудее ради борьбы за власть, и в результате повстанцы получили целых два года передышки. За это время власть в Иерусалиме захватили радикалы, которые расправились с предположительными сторонниками сдачи Риму и укрепили город накануне решительной схватки. В апреле 70 года Тит Флавий-младший, возглавивший провинциальную армию в отсутствие отца, осадил Иерусалим. Взять город было крайне трудной задачей из-за трёх линий укреплений и многочисленности защитников, которые ожесточённо сражались, но римляне всё-таки сломили сопротивление. В начале мая была взята внешняя стена, в июне — башня Антония, в августе — Храм, а в сентябре пал Верхний город, последний рубеж защиты. Столица Иудеи была полностью разрушена, римляне разграбили сокровища Храма и обратили в рабство около 100 тысяч человек. В последующие годы были уничтожены все остальные очаги сопротивления, последним из которых стала Масада (73 год).
Результатом Первой Иудейской войны стали огромные человеческие жертвы, гибель иудейской религиозной автономии и развитие диаспоры. Со времён Веспасиана Иудеей управлял не прокуратор, а легат; в провинции был постоянно расквартирован легион, в Кесарии и Эммаусе, переименованном в Никополь, появились римские колонии. Иудеям запретили восстанавливать Храм, был упразднён пост первосвященника, а потомкам царя Давида было запрещено жить в Иудее. Возвращение Тита в Рим в 71 году стало поводом для пышного триумфа, в котором приняли участие все трое Флавиев: император и его старший сын ехали в колеснице, а Домициан ехал за ними на белом коне. Один из руководителей восстания Симон бар Гиора после торжественного шествия был казнён на форуме. Позднее там же появилась триумфальная арка, получившая название арка Тита. Исследователи полагают, что, празднуя победу над иудеями, Веспасиан старался подчеркнуть свою роль как умиротворителя империи и укрепить таким образом свою династию; ту же цель преследовало и торжественное закрытие храма Януса, символизировавшее окончание войн на всей территории Римской державы.

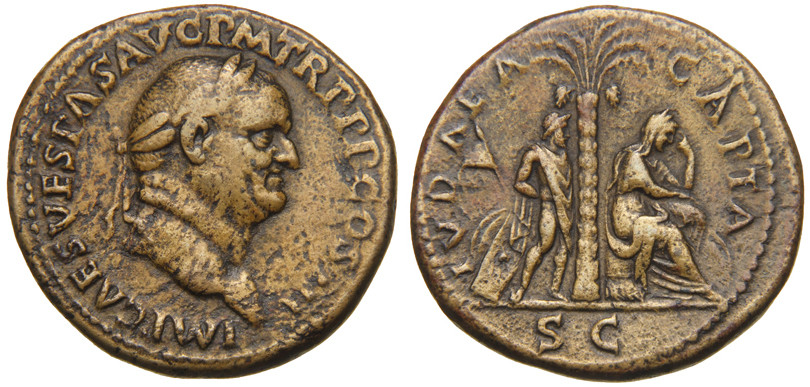
Монета с Веспасианом, отчеканенная после победы в Первой Иудейской войне. Надпись на обратной стороне — IVDAEA CAPTA (Иудея покорена)

Серьёзной проблемой стала незащищённость восточных границ: в 66 году Нерон вывел войска из Армении и признал царём этой страны ставленника парфян. Варварские набеги на Каппадокию в 68—69 годах продемонстрировали уязвимость этого региона, удалённого от Сирии с её сильной армией. Предположительно Веспасиан объединил Каппадокию с Галатией, назначил туда легата в ранге консуляра и разместил в этой провинции два легиона. В 71/72 году произошла аннексия Малой Армении, которую тоже присоединили к Каппадокии; после этого началось строительство дорог, связавших этот регион с черноморским побережьем, Сирией и восточной границей. В 72 году царь Коммагены Антиох IV был обвинён в попытке перейти под протекторат Парфии, после чего сирийский наместник Луций Юний Цезенний Пет оккупировал это царство и присоединил к своей провинции вместе с горной частью Киликии. В столице Коммагены Самосате, переименованной во Флавию Самосату, был размещён легион. Результатом всех этих мер стало укрепление восточной границы, подготовившее масштабные завоевания Траяна. Перед лицом этого процесса парфяне были вынуждены сохранять мир, хотя отказ Веспасиана помочь им в войне с аланами и создал определённую напряжённость.
Изменения границ и статусов провинций происходили и в глубине империи, но там Веспасиан проводил оптимизацию с точки зрения финансов. В одну территориальную единицу были объединены Ликия и Памфилия; Ахайя перешла под управление сената, но Эпир и Акарнания были выведены из её состава и стали отдельной императорской провинцией. Была учреждена Провинция Геллеспонта.

### Провинциальная политика на Западе

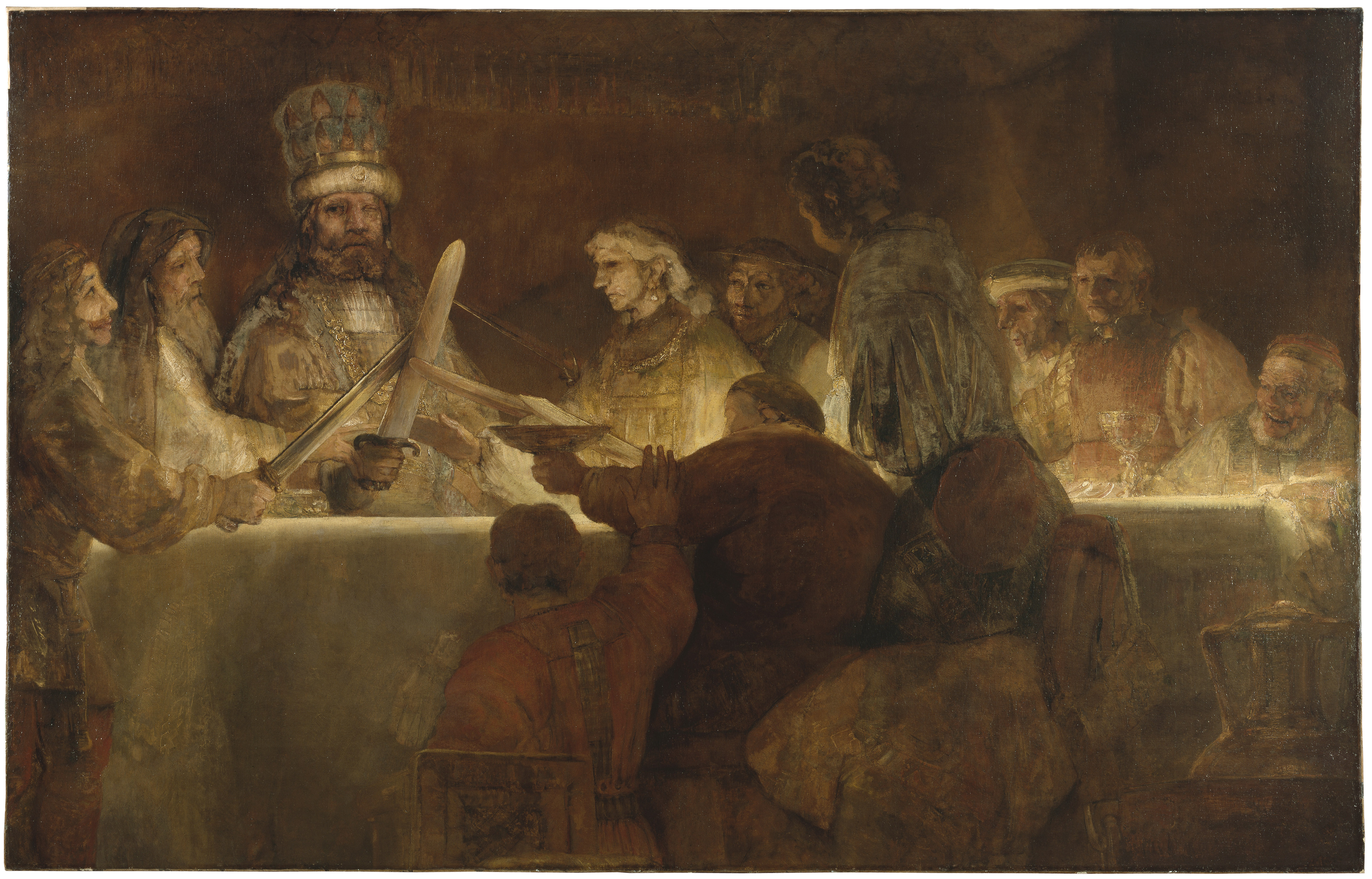
«Заговор Юлия Цивилиса», картина Рембрандта (1661 год)

В западной части империи наименее стабильная обстановка к 69 году сложилась в наименее романизированных провинциях — в Британии, в обеих Германиях, на Дунае. В частности, в Нижней Германии ещё во время гражданской войны началось восстание племени батавов, возглавленное местным вождём Юлием Цивилисом. Последний объявил себя сторонником Веспасиана и получил поддержку фризов, каннинефатов и ряда других прирейнских племён. На его сторону перешли и восемь батавских когорт, входивших в состав римской провинциальной армии. После гибели Вителлия Цивилис продолжил боевые действия. Он получил поддержку от галльских племён тревиров и лингонов, так что восстание распространилось на обширную территорию; целью повстанцев стало освобождение от власти Рима и создание «Галльской империи» (imperium Galliarum).
На сторону Цивилиса перешли войска обеих германских провинций, сохранявшие добрую память об Авле Вителлии. Встревоженный происходящим Муциан (Веспасиан тогда ещё находился на Востоке) двинул против восставших восемь легионов, при приближении которых находившиеся под командованием Цивилиса римляне «вернулись к исполнению долга». В двух больших сражениях, при Колонии Треверов и у Старых лагерей, римский военачальник Петиллий Цериал одержал победу. Вскоре после этого Цивилис сдался, а другие вожди восстания бежали за Рейн. Война на этом не закончилась, но о дальнейших событиях ничего не известно: сохранившаяся часть единственного источника, «Истории» Тацита, обрывается на сдаче Цивилиса. Исследователи предполагают, что батавы смогли добиться от Рима почётного мира.
О политике Веспасиана в Галлии в последующие годы сохранившиеся источники тоже ничего не рассказывают. По-видимому, в этом регионе продолжалась романизация; доказательством тому считается, в частности, увеличение числа выходцев из Нарбонской Галлии в римском сенате. Прирейнские провинции, ставшие за год очагом двух масштабных мятежей, были окончательно замирены, а их внешняя граница усилена за счёт победы над бруктерами в 78 году и строительства ряда крепостей на правом берегу Рейна. Кроме того, римляне проложили новую дорогу от верховьев этой реки к Дунаю (через территорию будущих Декуматских полей), чтобы сократить путь из Верхней Германии в Ретию. В историографии существует мнение, что ещё при Веспасиане наметился курс на экспансию в Германии, продолженный позже Домицианом.
При Веспасиане были приняты меры для романизации провинций на среднем Дунае. Так, были выведены колонии в Сирмий и Сиций в Паннонии, в Виндобоне и Карнунте появились военные лагеря. Источники упоминают несколько муниципиев в Далмации, носивших название Flavia.

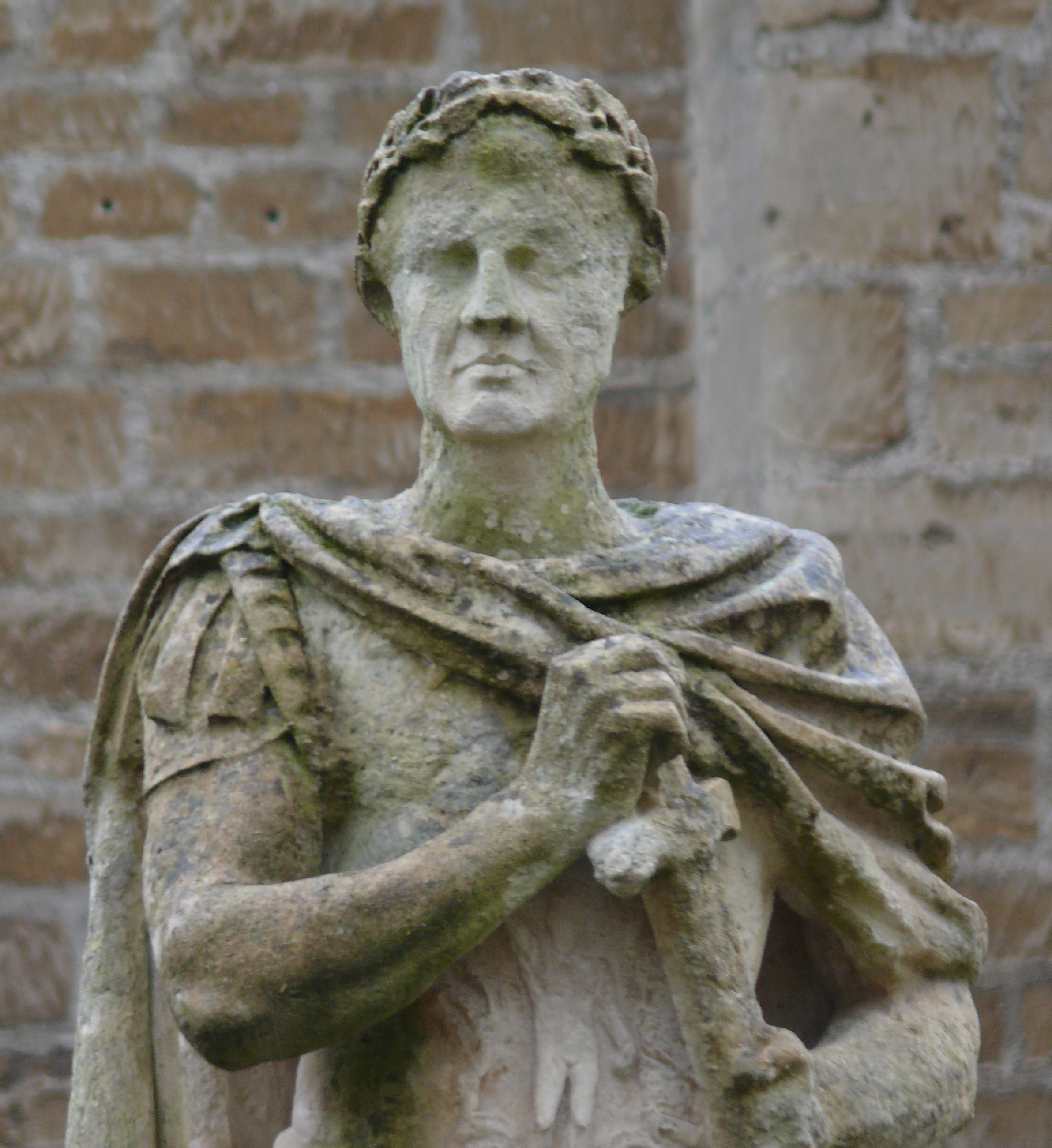
Статуя Веспасиана в Бате

На крайнем северо-западе империи, в Британии, флавианским наместникам пришлось выводить провинцию из кризиса, начавшегося ещё при Нероне с восстания Боудикки. Квинт Петиллий Цериал после долгих боёв подчинил Риму племя бригантов (71—73 годы), его преемник Секст Юлий Фронтин разбил силуров в 76 году, а Гней Юлий Агрикола (тесть Тацита) — ордовиков, живших на севере Уэльса (77 год). Римляне активно строили крепости и дороги, брали заложников у местных общин, укрепляли контакты с племенной знатью. Опираясь на замирённую провинцию, они начали новые завоевания: Агрикола занял остров Мона, а потом прошёл с боями всю Каледонию и даже, по-видимому, высаживался в Гибернии, но большая часть этих успехов относится к правлению Тита и Домициана. При Агриколе в трёх городах Британии появились римские форумы, выросло число документов на латинском языке и глиняной посуды с латинскими надписями.
Ещё одним очагом нестабильности в 69 году была Африка: племя гарамантов совершало набеги на обширные территории, а проконсул Луций Кальпурний Пизон подозревался в сочувствии вителлианцам. Наместник был убит по приказу Муциана, а гараманты были разбиты; в дальнейшем во главе региона ставили только безусловных сторонников Флавиев. Веспасиан положил конец практике разделения власти между наместником и командиром единственного местного легиона. Он разделил Африку на две провинции — Старая Африка и Новая Африка, граница между которыми совпадала с границей между Карфагеном и Нумидийским царством II века до н. э. В этом регионе при Тите Флавии появлялись новые римские колонии и муниципии, увеличивалось число римских граждан, но в то же время местные нероманизированные племена сохраняли свою самостоятельность: в частности, управляли ими вожди (подконтрольные, правда, имперским чиновникам). По-видимому, Веспасиан счёл тактику уступок более удобной и экономичной по сравнению с тактикой постоянной военной оккупации и выстраивания оборонительной системы вдоль границ.
Особенно масштабной была деятельность Веспасиана в трёх испанских провинциях. Плиний Старший сообщает, что этот император «всей Испании… предоставил распространённое в государственных смутах латинское право». Дарование этой привилегии означало, что примерно 350 общин получили (сразу или в течение определённого времени) статус муниципиев и что магистраты испанских городов начали получать римское гражданство; начались бурная урбанизация, распространение римской культуры, латинского языка. Правда, это был долгий процесс, который дал плоды несколько позже. К тому же романизация Испании шла неравномерно: наибольшие успехи исследователи фиксируют на средиземноморском побережье, в Бетике и равнинной части Лузитании, тогда как в центре и на севере Пиренейского полуострова римское культурное влияние в эпоху Флавиев было ещё очень слабым.
Целью испанской политики Веспасиана было расширение опоры его власти и консолидация империи. Император мог осознавать политическую значимость испанских провинций, ставшую явной в ходе гражданской войны, важность их роли в экономике империи. Непосредственной целью Веспасиана могло быть и включение в состав редеющего сенатского сословия испанской знати. Представители последней действительно образовали за четвертьвековое правление Флавиев влиятельную «фракцию» в римском сенате; в 98 году уроженец Испании Марк Ульпий Траян даже стал императором (первым из императоров, родившихся за пределами Италии), и это стало возможным во многом благодаря политике Веспасиана.

### Финансы

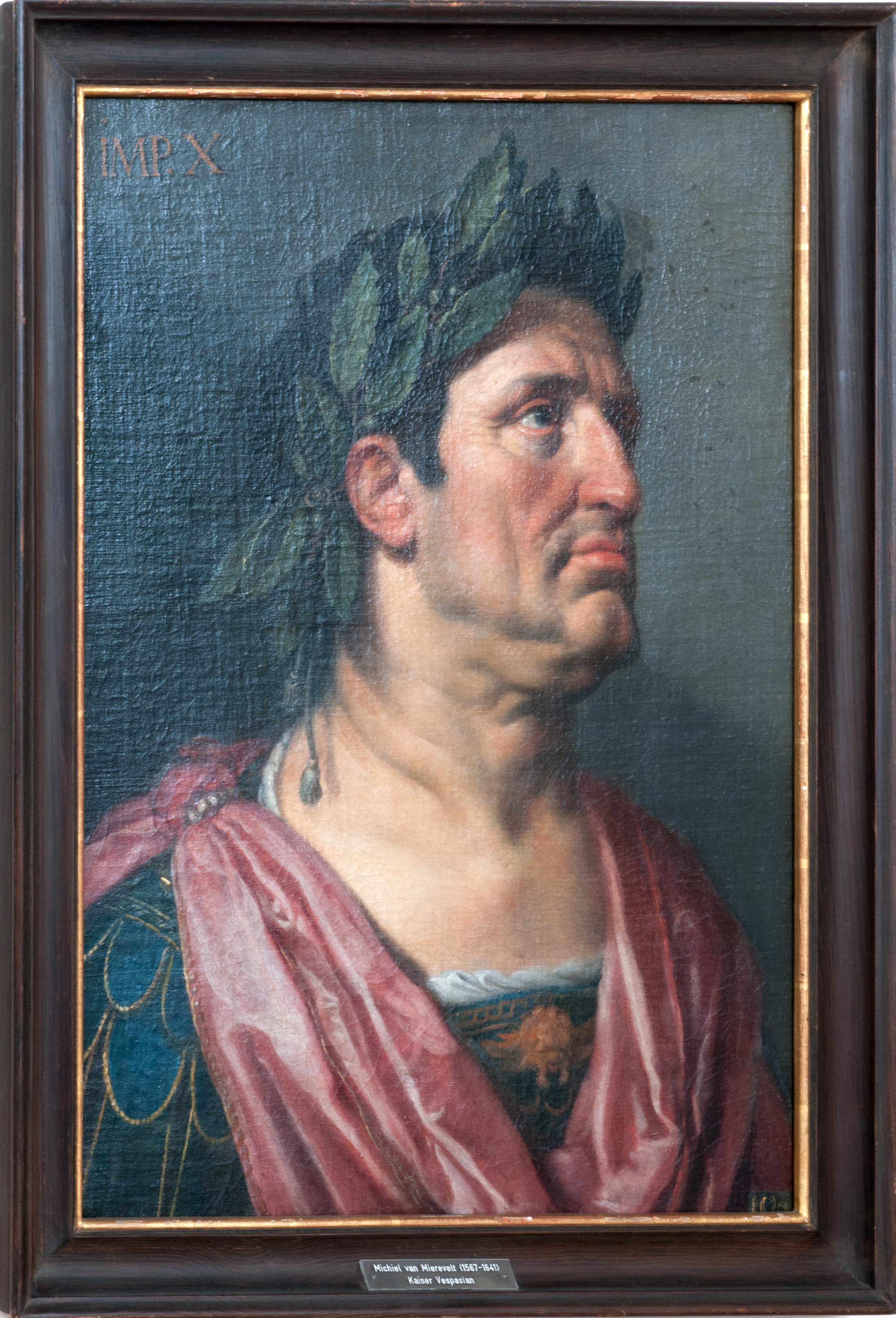
Император Веспасиан (художник — Михиль ван Миревельт)

Важнейшей задачей Веспасиана было улучшение финансового положения империи. Ещё при Нероне государству не хватало средств, а во время гражданской войны ситуация стала катастрофической: казна совершенно опустела. На одном из первых заседаний сената после прихода Тита Флавия к власти обсуждалась необходимость ограничения расходов; Веспасиан сам признал, что ему нужны сорок миллиардов сестерциев, «чтобы государство стало на ноги» (правда, исследователи полагают, что эта сумма завышена примерно в десять раз). Поэтому он прибег к жёсткой экономии: сократились затраты на преторианцев (гвардия уменьшилась в численности почти вдвое) и на армию (при Веспасиане не было никаких экстраординарных денежных раздач, как раньше); уменьшилось финансирование императорского двора. Содержание серебра в денариях уменьшилось на 5 %.
С другой стороны, император принял меры для роста доходов казны, не гнушаясь никакими источниками. Он отменил налоговые льготы, которые Гальба пожаловал ряду общин Галлии за поддержку ими Гая Юлия Виндекса (речь шла о снижении податей на четверть), и придал этому своему решению обратную силу; образовавшиеся таким образом недоимки были взысканы. Веспасиан лишил Ахайю свободы, дарованной Нероном (73 год), начал взимание податей в Самосе, Византии, Родосе и Ликии. Он создал Провинцию Геллеспонта и планировал создать Провинцию островов; предположительно обе эти административные единицы должны были стать финансовыми округами под управлением прокураторов, и главной целью этих преобразований учёные считают увеличение сбора налогов. Источники сообщают об общем усилении податного обложения провинций (в некоторых случаях налоги были повышены вдвое), о введении «новых тяжёлых податей», в том числе в Италии и Риме, о превращении горного дела в императорскую монополию.

Тит упрекал отца, что и нужники он обложил налогом; тот взял монету из первой прибыли, поднес к его носу и спросил, воняет ли она. «Нет», — ответил Тит. «А ведь это деньги с мочи», — сказал Веспасиан.
— Гай Светоний Транквилл. Жизнь двенадцати цезарей. Божественный Веспасиан, 23, 3
Светоний рассказывает ещё целый ряд историй о том, как Тит Флавий пополнял казну. Император скупал вещи, чтобы перепродать с наценкой, продавал государственные должности, брал взятки за вынесение определённых решений в суде. «Самых хищных чиновников, как полагают, он нарочно продвигал на всё более высокие места, чтобы дать им нажиться, а потом засудить, — говорили, что он пользуется ими, как губками, сухим даёт намокнуть, а мокрое выжимает». В сохранившихся источниках упоминается только один процесс по делу о вымогательстве (суд над Юлием Бассом), но в действительности таких процессов могло быть больше: о них мог писать Тацит в утраченной части своей «Истории».
Предметом особого внимания императора стали богатые восточные провинции. Они первыми пострадали от усиленного налогового гнёта в 69 году, когда Веспасиан собирал деньги на войну с Вителлием. Позже казна империи и семья Флавиев получили огромные средства благодаря грабежу Иудеи и распродаже захваченного там имущества; местное население должно было после разгрома восстания платить в пользу Юпитера Капитолийского по две драхмы с человека в год. В Риме при Веспасиане появились две специализированные частные кассы императора, контролировавшиеся его вольноотпущенниками: азиатский фиск, куда могли поступать средства от сбора в богатой Азии подушной подати, и александрийский фиск, предположительно связанный с продажами египетского зерна. В Александрии Тит Флавий, по словам Диона Кассия, ещё в 69 году обогатился «не упуская ни одного способа, ни мелочного, ни предосудительного, и извлекая деньги равным образом из всех светских и религиозных источников». Исходя из этого, некоторые исследователи предполагают, что именно Веспасиан ввёл в определённые рамки освобождение местных жрецов от подушной подати и провёл опись храмового имущества; однозначно при нём в Египте была проведена всеобщая перепись.
О связанной с налогами деятельности Веспасиана на западе Империи почти ничего не известно. Переписи были проведены в Испании и, возможно, в Италии; наместник Африки Рутилий Галлик заслужил восхваление поэта Стация за то, что смог существенно увеличить поступления из своей провинции в имперскую казну. В целом финансовая политика Веспасиана говорит о его стремлении унифицировать население империи с точки зрения налогообложения, сосредоточить управление в Риме и в своих руках.

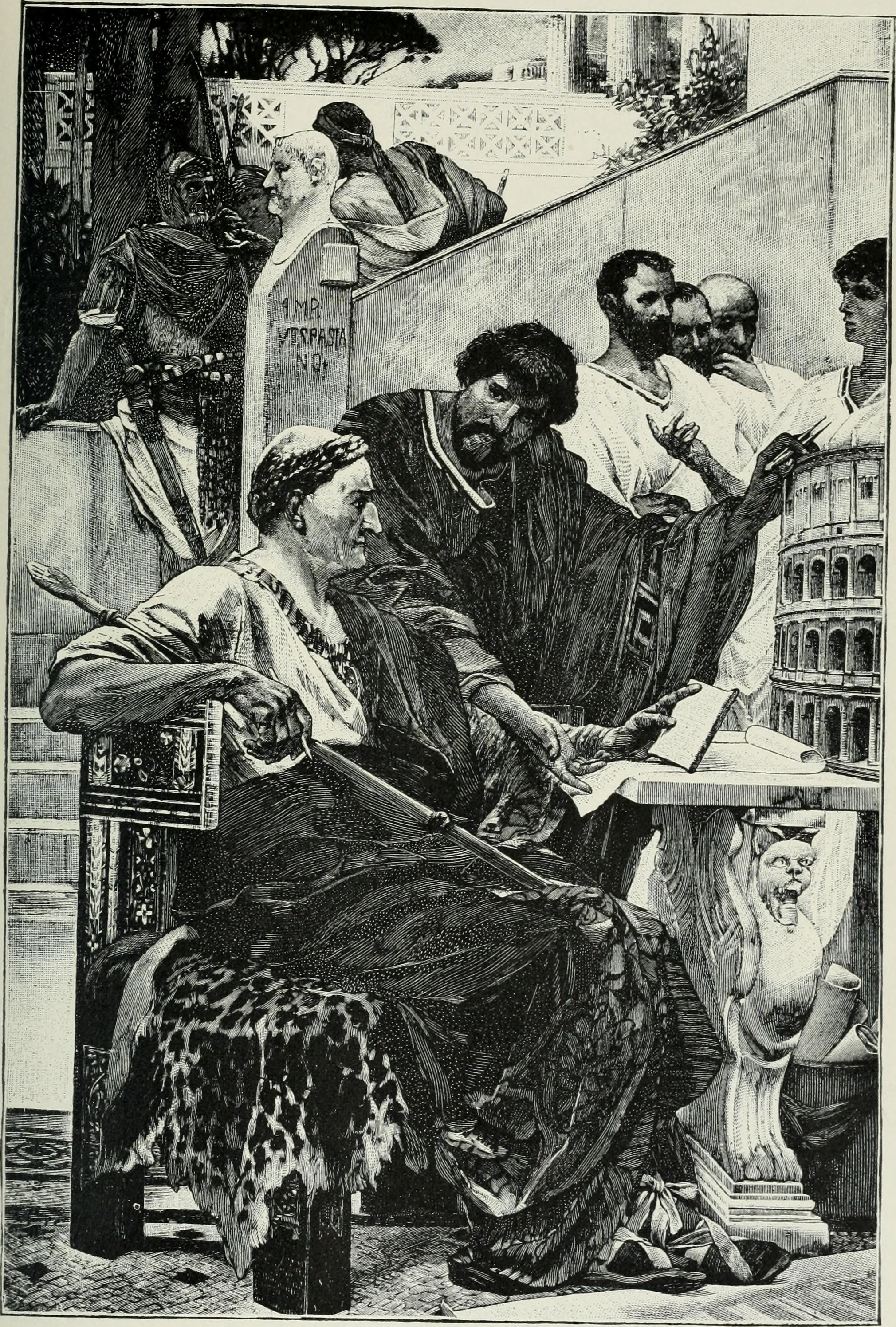
Веспасиану показывают макет Колизея

По-видимому, финансовая политика Веспасиана не наносила ущерба состоятельным частным лицам. Дион Кассий отмечает: «Он не убил из-за денег никого, а спас многих из дающих». Для Веспасиана были характерны с одной стороны экономия на себе, на чиновниках и на армии, а с другой — готовность щедро тратить деньги на празднества и на другие специфические нужды, что демонстрирует успешность его усилий по наполнению казны. «Худо нажитому он давал наилучшее применение». Так, Тит Флавий возродил старинные представления и награждал артистов; часто устраивал роскошные пиры; в 71 году организовал пышный триумф по случаю победы над иудеями; дарил подарки мужчинам на Сатурналии, а женщинам — на мартовские календы; начал выплачивать ежегодное жалованье риторам — как латинским, так и греческим; назначил денежное вспомоществование нуждавшимся в этом консулярам. При Веспасиане в Риме велось масштабное строительство, а многие города, пострадавшие из-за пожаров и землетрясений, были отстроены заново. Исследователи отмечают, что все эти меры предпринимались от лица принцепса и способствовали росту его популярности, упрочению власти династии Флавиев и в конечном счёте усилению монархического принципа.

### Строительство
В начале правления Веспасиана столица империи переживала не лучший период своей истории: она серьёзно пострадала из-за пожаров 64 и 69 годов. Новый император начал осуществлять грандиозную строительную программу. Он разрешил всем желающим занимать и застраивать пустующие участки, если владельцы земли ничего на ней не строят. К 71 году был восстановлен храм Юпитера Капитолийского, а затем были отстроены заново театр Марцелла, храм Клавдия, основанный Агриппиной Младшей и разрушенный Нероном, храм Весты (жертва пожара 64 года), храм Honos и Virtus, расположенный недалеко от Капенских ворот. Последний по приказу императора был украшен работами художников Корнелия Пина и Аттия Приска. Наконец, был восстановлен ряд жилых кварталов. Светоний сообщает, что в начале работ на Капитолии Веспасиан «первым своими руками начал расчищать обломки и выносить их на собственной спине». Три тысячи медных досок с записями законодательных актов, расплавившихся при последнем пожаре, были по приказу императора восстановлены по спискам, и «это было древнейшее и прекраснейшее подспорье в государственных делах».

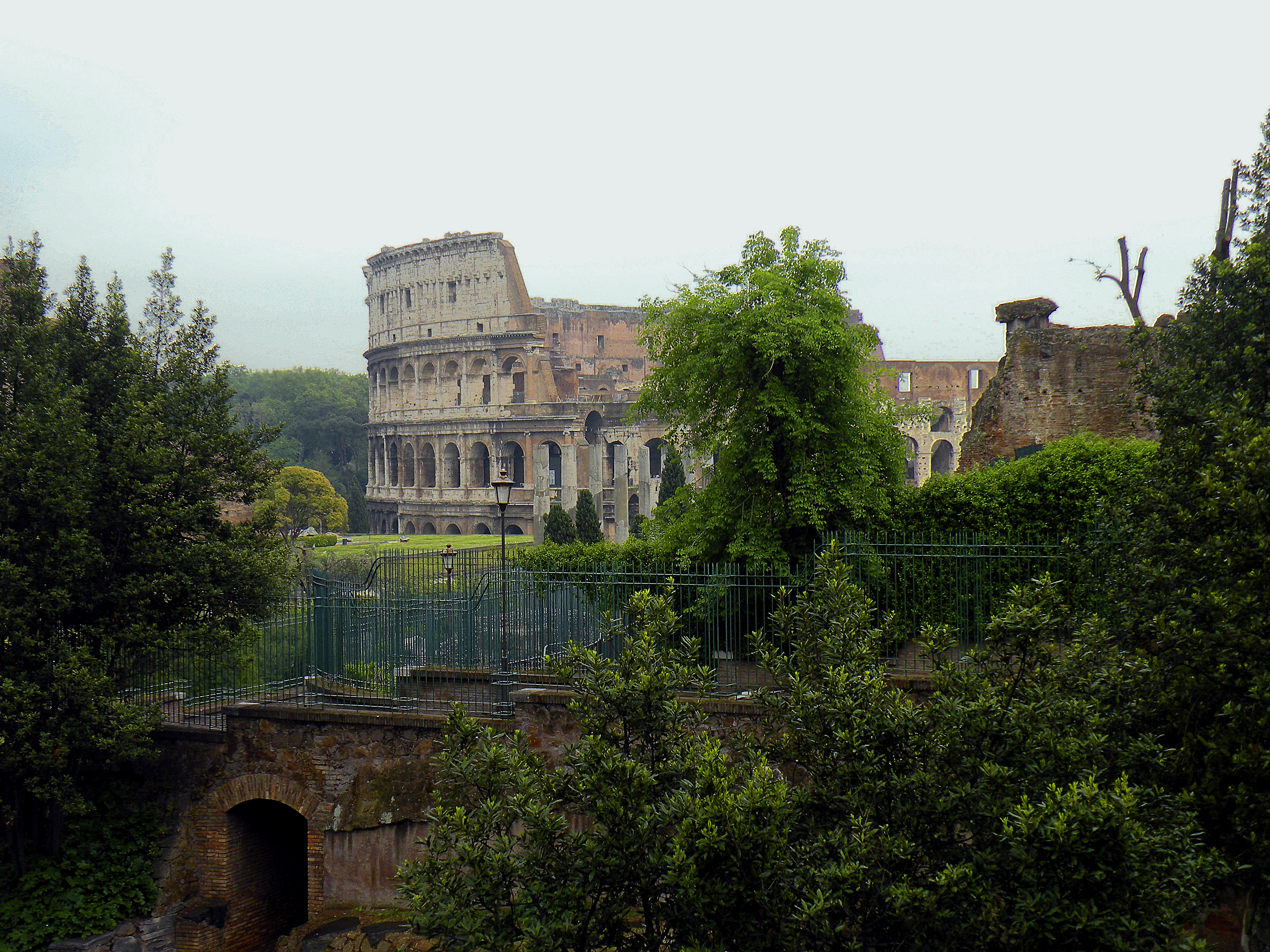
Вид на Колизей из Фарнезианских садов

При Веспасиане началось строительство ряда новых объектов. Это были, в частности, храм Мира (или Форум Веспасиана), примыкавший к римскому форуму с севера, новые термы, Амфитеатр Флавиев (позже известный как Колизей), появившийся на месте озера в Золотом доме Нерона. Амфитеатр, строившийся в 75—82 годах, стал первым в Риме постоянным местом для представлений. Это было громадное сооружение, вмещавшее около 50 тысяч зрителей; на его арену могли одновременно выходить 3090 пар гладиаторов. На его примере специалисты фиксируют определённые особенности флавианской архитектуры: пристрастие ко всему грандиозному, высокий технический уровень и упадок вкуса. Кроме того, для этой эпохи характерен приоритет общественных построек над частными.
Античные авторы высоко оценили усилия Тита Флавия: его строительная деятельность упоминается даже у авторов бревиариев при том, что эти писатели выбирали только самую важную информацию и, как правило, сосредотачивались на описании войн. В целом позднеантичный Рим получил свой окончательный облик именно при Флавиях.
В правление Веспасиана активно строились дороги в Италии, Греции (78 год), на Сардинии (79 год), в Бетике (70 год).

### Религиозная сфера
Религиозную политику Веспасиана в историографии характеризуют как традиционалистскую: Тит Флавий старался использовать римскую религию для того, чтобы упрочить свою власть, которую он захватил без каких-либо законных прав. Отсутствие родства с Юлиями-Клавдиями определило особенность императорского культа в эту эпоху: начинаются его формализация и превращение индивидуального культа императора в почитание Римского государства как такового.
При Веспасиане императорский культ стал всеобщим и обязательным и насаждался по всей Римской державе. Появился ряд новых храмов, началась унификация жреческих должностей. Святилища, находившиеся в административных центрах провинций, становились главными для всего региона, а их служители получали титул sacerdos, тогда как жрецы в остальных городах провинции были всего лишь фламинами (flamens). Предположительно появилась определённая иерархия внутри категории фламинов: во всяком случае, источники упоминают «первого фламина в Бетике» (flamen Augustalis in Baetica primus).

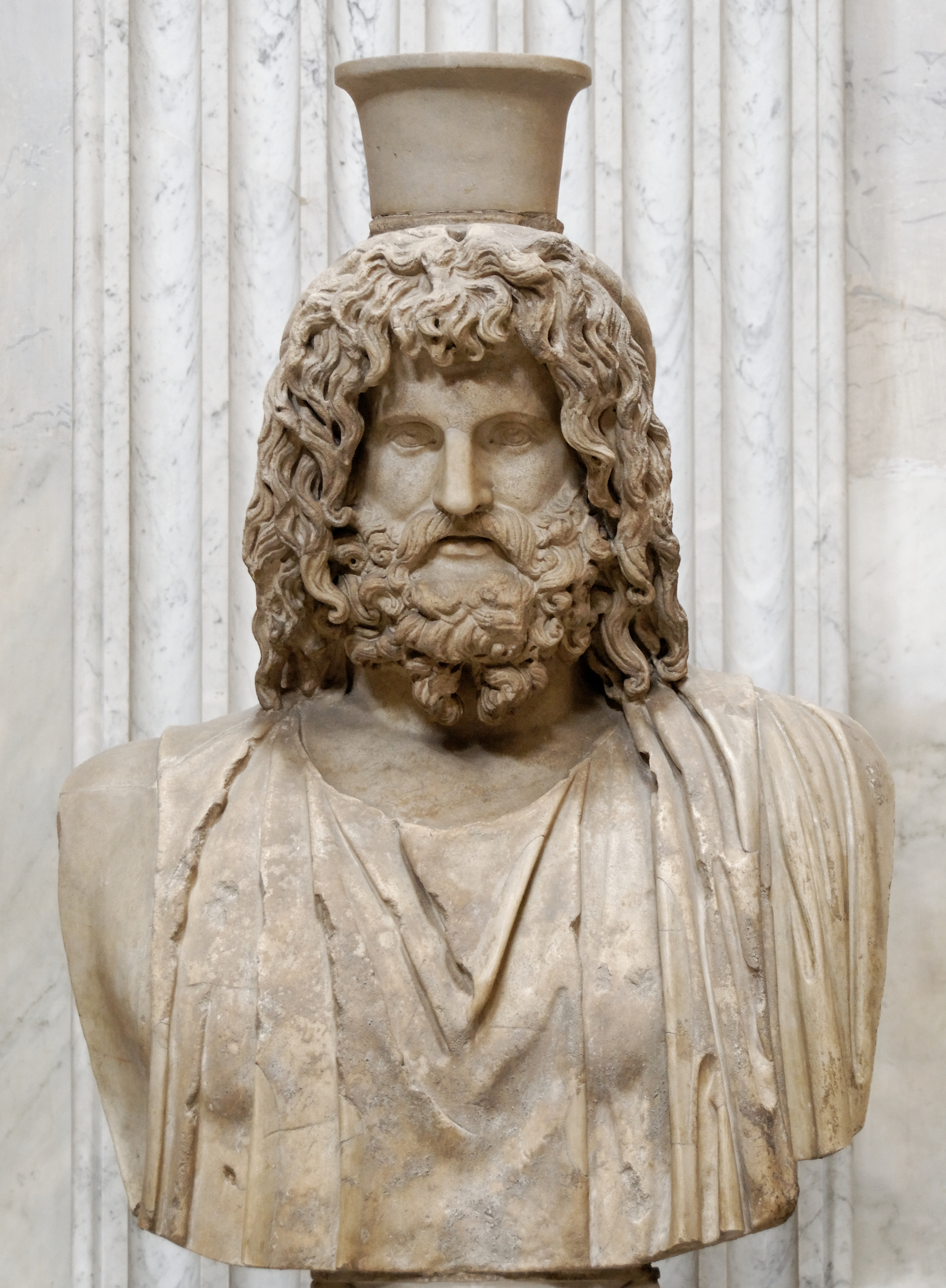
Бюст Сераписа. Музей Пио-Клементино, Ватикан

По примеру Августа Веспасиан начал внедрять совместный культ Ромы и живого императора; вслед за Нероном он возродил практику почитания живого принцепса и его обожествлённых предшественников. Сам Тит Флавий не претендовал на родство с богами и насмешливо относился к попыткам придумать ему соответствующую генеалогию, но при этом официальная пропаганда активно разрабатывала тему его богоизбранности. Источники сообщают о многочисленных знамениях, которые предвещали Веспасиану великую судьбу, о расположении к нему египетских божеств, о чудесном излечении двух увечных в Александрии. Начальная религиозная легитимация его правления, сразу после прибытия в столицу осенью 70 года, осуществлялась за счёт подчёркивания связи с Сераписом, чьим орудием и посланником Тит Флавий считался. Ночь перед иудейским триумфом в 71 году и Веспасиан, и его сын Тит провели в храме Изиды, чей культ был тесно связан с культом Сераписа. В этот период изображение храма Изиды появляется на римских монетах, что обозначило поворот в религиозной политике императоров: со времён Августа египетские культы не поощрялись верховной властью, поскольку отождествлялись с Марком Антонием и Клеопатрой.
При Веспасиане происходит стихийное распространение местных религиозных культов на новые регионы; в связи с этим процессом К. Андо признал эпоху Флавиев одной из самых продуктивных с точки зрения религиозной унификации Римской державы. В частности, делает успехи христианство: начинаются создание евангелий, переход христиан к епископальной церкви, распространение этой религии в Малой Азии, её проникновение в высшие сферы римского общества. Предположительно при Веспасиане имперские власти не преследовали христиан, но разрушение Иерусалима стало для последних выдающимся событием, существенно повлиявшим на развитие их учения.

### Смерть и наследование власти

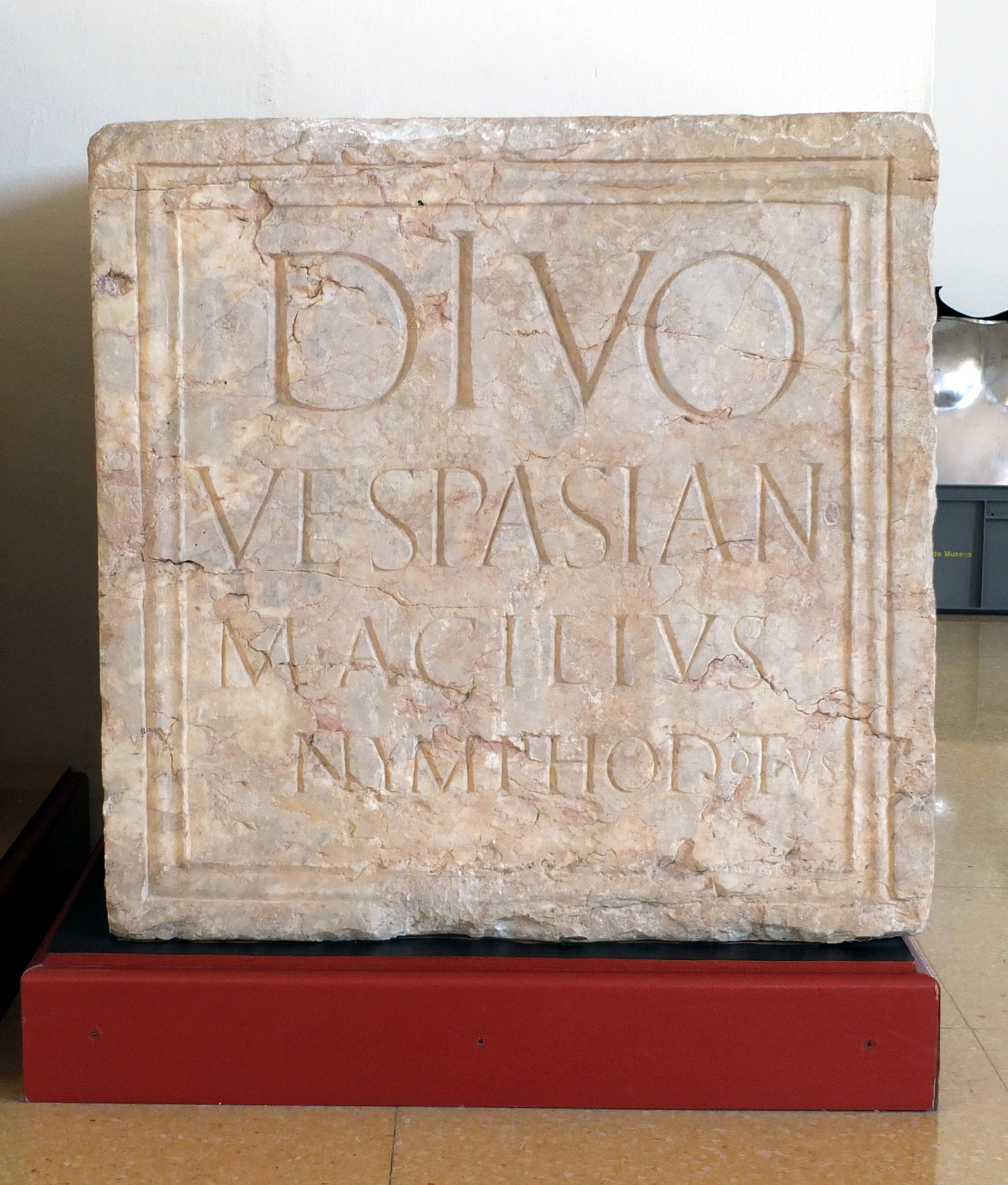
Пьедестал статуи Веспасиана (Национальный археологический музей в Таррагоне)

Веспасиан скончался летом 79 года. Пребывая в Кампании, он почувствовал первые приступы лихорадки и вернулся в Рим, а оттуда вскоре отправился в Аквы Кутилиевы в земле сабинян, где обычно проводил лето. Там болезнь усилилась — в том числе из-за слишком частых купаний в холодной воде. Тем не менее император не потерял своё чувство юмора: известно, что появление в небе кометы, предвещавшее, по распространённому мнению, смерть правителя, он связал с судьбой парфянского царя, у которого были длинные волосы. Почувствовав ухудшение, Веспасиан пошутил: «Увы, кажется, я становлюсь богом».
По мере развития болезни, даже лёжа в постели, Тит Флавий продолжал заниматься государственными делами — работать с документами и принимать послов. В свой последний час «он заявил, что император должен умереть стоя; и, пытаясь подняться и выпрямиться, он скончался на руках поддерживавших его». Это произошло 24 июня 79 года.
Дион Кассий упоминает слухи, согласно которым Веспасиан был отравлен на пиру собственным сыном Титом; помимо всех прочих, так говорил император Адриан. Тем не менее переход власти к Титу (первый в истории Рима переход императорской власти от отца к родному сыну) прошёл без каких-либо эксцессов. Предполагается, что официальная пропаганда преподнесла это событие не как начало нового принципата, а как продолжение соправления Тита с Веспасианом.

## Семья
Веспасиан был женат один раз — на Флавии Домицилле. К моменту женитьбы (в 30-е годы) он ещё не начал своё возвышение, так что его супруга не отличалась знатностью: её отец, Флавий Либерал из Ферентина, был всего лишь писцом при квесторе, а сама она получила официальный статус свободнорождённой и римское гражданство только через суд. До брака Флавия была любовницей римского всадника Статилия Капеллы из Сабраты в Африке; один из источников называет её вольноотпущенницей.

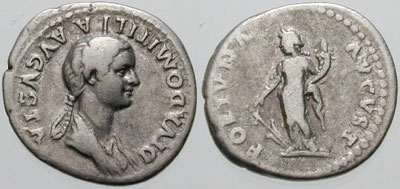
Денарий с портретом Флавии Домициллы Младшей

В этом браке родились двое сыновей и дочь. Старший сын, получивший имя отца, родился, по словам Светония, в «третий день до январских календ» года, «памятного гибелью Гая», то есть 30 декабря 41 года, но, исходя из данных других источников, учёные считают более вероятной датой 30 декабря 39 года. Второй сын, Тит Флавий Домициан, родился 24 декабря 51 года. О времени жизни дочери, ещё одной Флавии Домициллы, ничего не известно кроме того, что она умерла, как и её мать, до 69 года. На момент смерти дочь Веспасиана была замужем (имя супруга неизвестно), у неё родилась дочь, получившая то же имя и ставшая женой своего троюродного брата Тита Флавия Клемента.
Овдовев, Веспасиан сделал своей конкубиной былую любовницу Антонию Цениду, вольноотпущенницу Антонии Старшей. Император жил с Ценидой как с законной женой, и та смогла сколотить большое состояние, продавая должности и привилегии. Умерла она раньше Веспасиана.

## Оценки

### В источниках

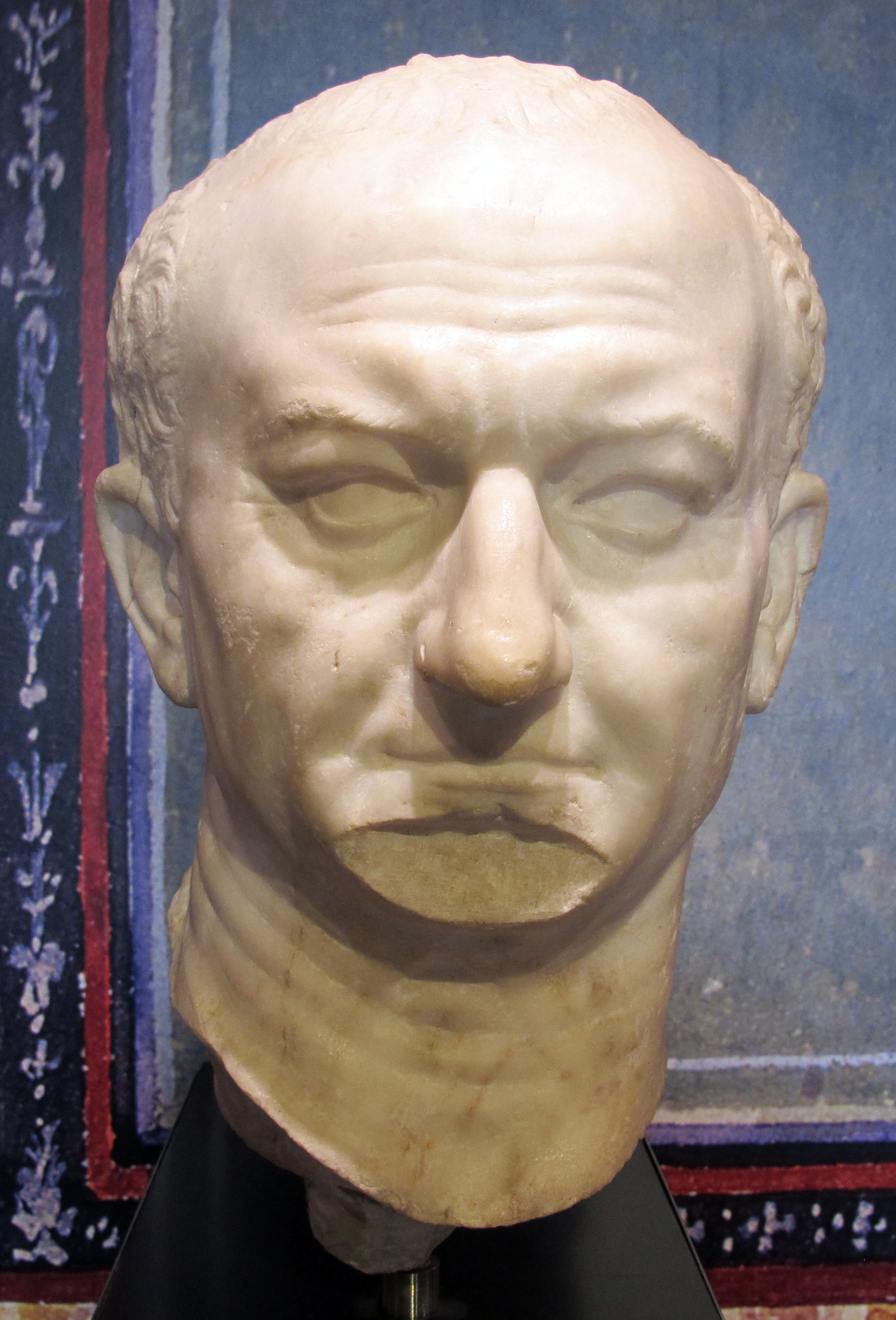
Бюст Веспасиана из Остии. Национальный музей Рима

Веспасиан стал первым после Августа императором, который получил в целом позитивные оценки от античных авторов. Так, с глубокой симпатией пишет о нём Тацит. Светоний рассматривал правление Веспасиана как эпоху стабилизации и укрепления империи, ослабленной раздорами. Он сообщает о работоспособности императора, его бережливости, практичности, доступности для простых людей, чувстве юмора и безразличии к личным обидам. Тацит отмечает, что это был единственный император, изменившийся за время правления в лучшую сторону. Секст Аврелий Виктор хвалит Веспасиана за его заботу о всех городах, в которых существовало римское право.
Негативную реакцию у античных авторов вызвали только финансовые реформы Веспасиана, из-за которых этого императора обвиняли в сребролюбии и скупости. По словам Светония, любовь Веспасиана к деньгам — «единственное, в чём его упрекали справедливо»; Тацит критиковал императора ещё и за выбор друзей, но связывал это с финансовой темой. Уже при жизни за Веспасианом закрепилась репутация скупца. Так, александрийцы прозвали его «селёдочником», «по прозвищу одного из своих царей, грязного скряги», а во время погребения Веспасиана его бережливость стала поводом для шуток:

…Даже на его похоронах Фавор, главный мим, выступая, по обычаю, в маске и изображая слова и дела покойника, во всеуслышанье спросил чиновников, во сколько обошлось погребальное шествие? И услышав, что в десять миллионов, воскликнул: «Дайте мне десять тысяч и бросайте меня хоть в Тибр!»
— Гай Светоний Транквилл. Жизнь двенадцати цезарей. Божественный Веспасиан, 19, 2
При этом тот же Светоний был готов оправдать Тита Флавия, отмечая: «К поборам и вымогательствам он был вынужден крайней скудостью государственной и императорской казны». Другие авторы тоже признают, что у Веспасиана не было иного выхода; кроме того, их заставляли смягчиться разумное расходование императором полученных им средств, его готовность экономить на себе и его собственные шутливые оправдания.

### В историографии
Антиковеды придерживаются разных мнений о причинах гражданской войны 68—69 годов и, в частности, мятежа Веспасиана. Выделяются два основных направления: одни исследователи говорят о борьбе провинций с Римом как главной составляющей этой войны, другие — о соперничестве провинциальных армий. В советской историографии, в соответствии с господствовавшей идеологией, было распространено мнение о социально-экономическом кризисе как движителе событий (население отдельных районов империи восстало против правительства и было поддержано армией).
Советский антиковед С. Ковалёв видит в гражданской войне 69 года свидетельство, с одной стороны, непрочности социальной базы Юлиев-Клавдиев, а с другой — подъёма провинций, оправившихся после гражданских войн I века до н. э. Восстания наместников, в том числе и Веспасиана, стали первым проявлением сепаратистских тенденций, которые в конце концов погубили империю. Немецкая исследовательница Б. Риттер считает, что мятежи 68—69 годов — это «эксперименты и импровизации», связанные с отсутствием у римского общества понимания того, на чём именно зиждется императорская власть. До этого она переходила из рук в руки внутри одной семьи; теперь же римляне опытным путём выясняли, кто может «создавать принцепсов»: «сенат и народ Рима», преторианцы или провинциальные армии. Одна из таких попыток была организована Веспасианом и его сподвижниками.
Причину победы Веспасиана в гражданской войне исследователи видят в его трезвом уме, расчётливости и бережливости, стремлении не к славе и показному блеску, характерным для аристократии, а к эффективности, наличии выдающихся военных и административных способностей, отшлифованных в ходе долгой и непростой карьеры. Приход Тита Флавия к власти означал выход империи из-под контроля нобилитета, и есть мнение, что это стало более значимым событием, чем провозглашение императором провинциала Траяна тридцатью годами спустя.
Учёные отмечают, что эпоха Флавиев и, в частности, правление первого из них, стали для Римской империи временем масштабных изменений. Гражданская война 68—69 годов, первая со времён Марка Антония, показала слабость режима принципата и необходимость изменить политику в отношении провинций. В результате к власти пришла новая династия, не связанная ни с Юлиями-Клавдиями, ни вообще со старым нобилитетом. Последний окончательно потерял свои позиции в сенате, активно пополнявшемся за счёт знати италийских муниципиев и ряда провинций; в частности, сформировалось достаточно сильное испанское представительство, благодаря чему выходец из Испании вскоре смог добиться высшей власти. За счёт такого изменения состава сената снималось противоречие между широкой властью принцепса, управлявшего мировой державой, и узкими интересами элиты, которая ещё при последних Юлиях-Клавдиях была связана главным образом со столицей. В историографии звучит утверждение, что при Флавиях Рим вообще перестал существовать как гражданская община.
В имперской армии при Веспасиане выросла роль вспомогательных частей, был усилен контроль над преторианской гвардией. А повышение дисциплины в провинциальных армиях принято считать одной из главных заслуг этого императора.
Императорские полномочия при Веспасиане продолжали расширяться; в целом при Флавиях принцепс окончательно превратился из партнёра сената и «первого среди равных» в фактического монарха, но во время правления основателя династии это превращение было удачно завуалировано. Росло значение чиновников, подчинявшихся не сенату, а императору. Теперь это были не вольноотпущенники, как при прежних императорах, а всадники, и благодаря этому внесенатская администрация превратилась в официальный государственный аппарат. Кроме того, происходила институционализация императорских полномочий, подготовившая эпоху Антонинов.
При Веспасиане началось создание централизованной финансовой системы, контролировавшейся принцепсом. Провинции были впервые признаны принципиально важными частями империи. В связи с этим Тит Флавий начал систематическое укрепление границ и интенсивную романизацию Запада (особенно Испании). Он более активно, чем Юлии-Клавдии, раздавал римское гражданство провинциалам и статус муниципия внеиталийским общинам. В результате были заложены основы для сближения Италии с западными провинциями. Новации Веспасиана в управленческой и финансовой сферах во многом подготовили расцвет империи при Антонинах. По мнению С. Ковалёва, «золотой век» начался уже при Тите Флавии.

## В культуре

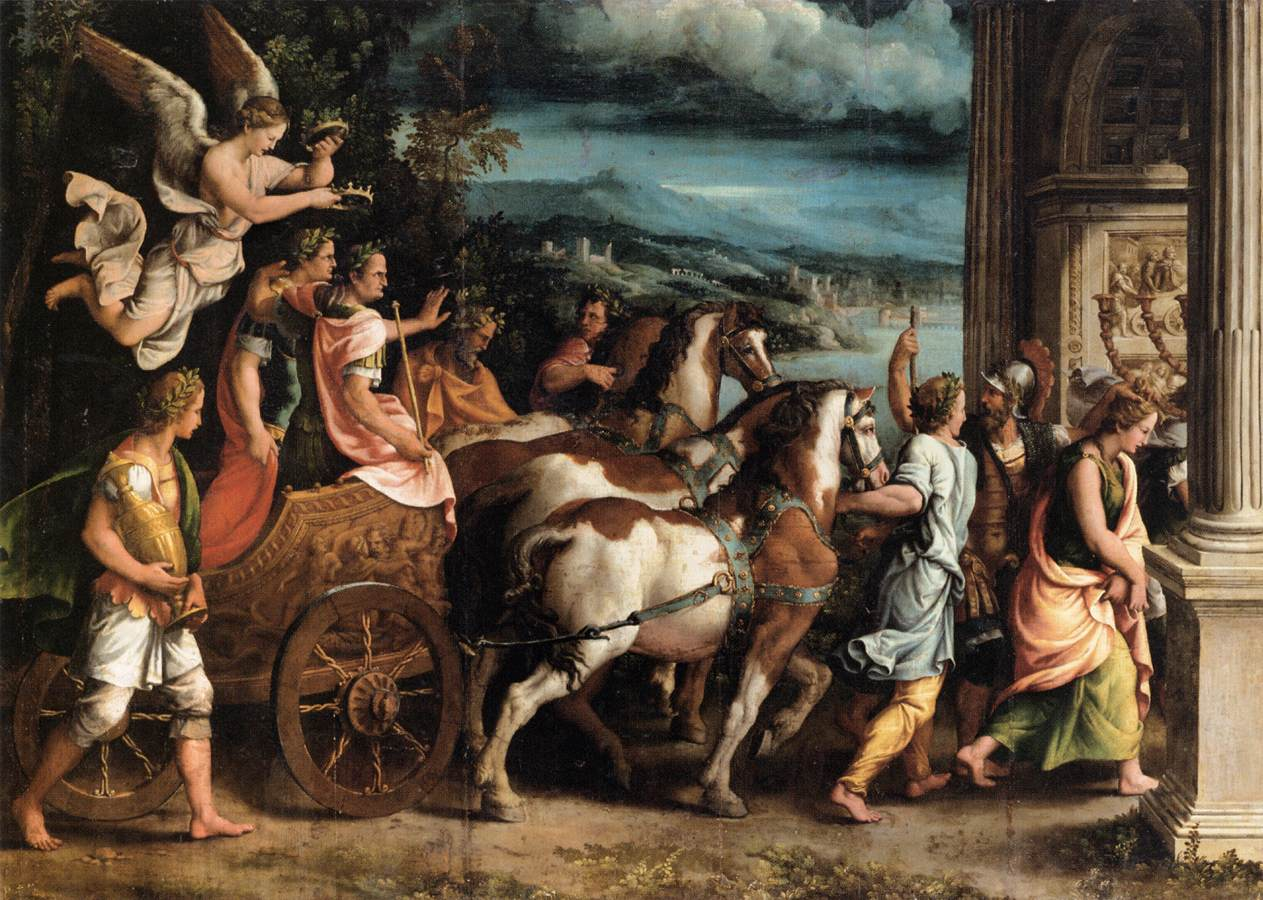
Триумф Тита и Веспасиана (художник — Джулио Романо)

- Иудейский триумф Флавиев стал темой ряда картин. Так, Джулио Романо, один из основателей маньеризма, написал картину на этот сюжет в 1540 году. На его полотне Веспасиан и Тит стоят в колеснице, запряжённой четырьмя лошадьми и въезжающей под триумфальную арку. Ангел держит над головами обоих триумфаторов короны[215]. У живописца викторианской эпохи Лоуренса Альма-Тадемы (1885 год) семья Флавиев спускается пешком по лестнице, а зритель видит их глазами человека, стоящего у подножия. Впереди идёт Веспасиан, за ним — сыновья; на заднем плане несут Менору[216].
- Тит Флавий Веспасиан действует в романах Лиона Фейхтвангера «Иудейская война» и «Сыновья»[217], а также в цикле «Орлы империи» Саймона Скэрроу. Среди крылатых латинских выражений есть изречение «Деньги не пахнут» (Aes non olet). Его приписывают Веспасиану в связи с историей о налоге на общественные уборные, вызвавшем недовольство Тита[218].
- В мини-сериале Бориса Сагала «Масада»[англ.] (США, 1981) роль императора Веспасиана исполнил британский актёр Тимоти Уэст.
- В телесериале Джеза Баттеруорта «Британия» (Великобритания, 2018—2021) роль молодого Веспасиана исполнил итальянский актёр Фортунато Черлино.
- В телесериале Роланда Эммериха и Марко Кройцпайнтнера «Обречённые на славу» (США, 2024) роль 69-летнего Веспасиана исполнил 86-летний британский актёр Энтони Хопкинс.